# 張本勲
張本 勲（はりもと いさお、1940年6月19日 - ）は、広島県広島市出身の元プロ野球選手（外野手）、野球解説者・野球評論家。韓国野球委員会 (KBO) コミッショナー特別補佐官。
元在日韓国人二世であるが、現在は日本に帰化している。帰化前の本名は張 勲（チャン・フン、ハングル：장훈）。

## 概要
NPB唯一の通算3000安打達成者 で、通算安打のNPB記録保持者（3085本）。またNPB唯一の500本塁打300盗塁達成者。さらに史上最多の16度のシーズン打率3割、史上最長の9年連続打率3割のNPB記録保持者。NPBで最多タイ記録となる首位打者を7回獲得。パ・リーグ最多記録となる最高出塁数（現在の最高出塁率）を9回獲得している。猛打賞の最多記録者でもある。広角に放つ打撃で「安打製造機」の異名をとった。
愛称は「ハリさん（漢字表記で張さん）」、「ハリ」、「ハリやん」、「ハリー」。血液型はO型。

## 経歴

### 生い立ち
両親は韓国慶尚南道昌寧郡大合面出身。本貫は仁同張氏。父・張相禎が単身来日していたことから、1939年3月、母・朴南田が40歳前に身重のまま、兄と2人の姉を連れて朝鮮から海を越えて内地に渡り、広島で勲を生んだ。当時の広島は大日本陸海軍とも重要拠点を置く軍都で、太平洋戦争中の日本で生活する朝鮮人家庭は虐待・差別され、張本一家も六畳一間のトタン屋根のバラックで身を潜めるようにして過ごしていた。4歳の冬、サツマイモを焼くために、土手でとんど を囲んでいた際に、急にバックしてきたトラックを避けようとしたところバランスを崩してしまい、とんどに右半身から飛び込む形になり、右手の親指から中指以外の自由を失う大火傷を負う。
1945年8月6日、5歳の夏、爆心地から約2kmの広島市段原新町（現在の南区段原）で被爆。比治山の影となっていた段原は直接の熱線が届かなかったが、爆風に見舞われ家は倒壊した。張本は赤い閃光を見た直後に意識を失い、意識が戻った後に記憶しているのは、張本をかばって覆いかぶさり、ガラスの破片で出血していた母の血の赤い色だった。その直後に避難場所で経験した人肉の焼ける強烈な臭い、叫声を上げながら猿猴川に飛び込み亡くなっていく人々、夜通し続く呻き声など、当時の情景を長年忘れることはなく、メディアに当時の経験を語っている。学徒勤労動員で比治山の西側にいた、当時12歳だった長女の点子は、大火傷を負い数日後に死亡した。点子の最後を看取った張本によれば、担架で運ばれた点子は全身にやけどをしていた。「『熱いよう、熱いよう。』母の懐でうめく点子にブドウを一房もぎ、口元で搾ってあげた。『ありがとう。』消えそうな声が最期だった」と語っている。
終戦後、広島に来ていた親戚や知人は次々に朝鮮に帰国。父親も朝鮮半島に戻り、生活基盤を整えてから一家も呼び寄せることになっていたが、父親が帰国後、太刀魚の骨が食道を突き破って急死し、またヤミ船が下関沖で転覆した事件を受けて、母親が子供3人の身を案じて帰国を諦めることになった。母親は広島駅前の闇市で牛や豚の臓物を仕入れて自宅で大工や工員相手にカストリ飲み屋を始めた。客の目当てはヤミ酒だった。
子供の時から体が大きく、ガキ大将としていつも大勢の子分を連れて歩いた。広島市立比治山小学校5年のときに町内の野球チーム（同世代のチームではなく、社会人が趣味で集まっていたチーム）に誘われたのをきっかけに野球を始める。当初は右投げ左打ちだったが、右手の怪我の影響で変化球を投げづらかった（鷲掴みにしか出来ない）ことから、サウスポーに転向。利き手を変える大改造を行なった。
水泳が一番得意だったが、進学した段原中学校は水泳部がなく、仕方なく野球部に入部。段原中時代の2年生のときにレギュラーになり、エースで4番打者として広島県大会で優勝した。中学時代はケンカに明け暮れ、韓国人の子供として虐げられた怨念をケンカで晴らしているうちにそれは壮絶なものになり、相手も高校生を通りこして、ヤクザのアンちゃんたちになり、姉を騙したヤクザを半殺しにしたこともあった。レンガで顔を殴られたり、ジャックナイフで腹を刺されたこともあり「段原のハリ」と恐れられる少年になっていた。後に『仁義なき戦い』のモデルになった広島、呉のヤクザたちにも憧れ、実際に交流もあったことから「あのまま広島にいたらヤクザになっていたと思う」とも話している。その悪の道から勲を救ったのが野球だった。
この頃、広島カープの当時の本拠地・広島総合球場の場外の木によじのぼり、よく試合の無料見物をしていた。そのときに覗き見た読売ジャイアンツの宿舎の食事風景が、その後の張本の人生を大きく変えることとなった。戦後の物資不足や飢餓をまだ引きずる時代に、選手たちは分厚い肉を食べ、桐箱に入った贈答品として当時は珍重されることも多かった生卵を3つも4つも茶碗に放り込んでいたのである。以来、張本のプロ野球選手への憧れは増大し、「トタン屋根の長屋から抜け出すにはこれしかない」、「母親に広い家をプレゼントする」、「美味しい食べ物を腹一杯食べる」夢を胸に来る日も来る日も自宅近くの猿猴川土手に吊るした古タイヤに向かってバットを振り続け、野球へと打ち込んでいった。

### 高校時代
甲子園出場を夢に、地元の強豪・広島商業、広陵高校への入学を希望したが、中学時代の素行不良が理由で叶わず、野球では全く無名の松本商業高校（現・瀬戸内高校）定時制に進学。入学後1か月ケンカしなかったら普通科に転入させる約束での入学であった。昼間は学生食堂で働き、夜は学業に勤しんだため、野球をする時間が全く取れず、甲子園出場の夢を叶えられそうにないことを悟る。
理髪店で順番を待つ間に「常勝!平安、浪商」と書かれた雑誌を見た張本は行動に移す。まず京都の平安高校に問い合わせたが、途中からは無理と断られる。その後に大阪の浪華商業高校（浪商高等学校を経て現・大体大浪商）野球部に梁川郁雄と一緒に売り込みに行き、同校に転校した。
この時のいきさつだが、張本は「大阪に行きたい！」と家に帰ってすぐに兄にいったところ、タクシー運転手の兄は「何、寝言言っとるん。生活もできないくらいなのに、どこにそんな金があるんや」といい、母も大反対であった。食べていくだけで精いっぱいの生活であったが、張本があまりにも泣いてすがるものなので、兄は松本商業の横田泉監督の所に相談に行った。そこで、横田監督から「いや、お兄さん、弟さんを浪商に行かせてやってください。ひょっとしたら、鍛えたら化けます。プロになれる力を持ってます。このままならもったいない」と真剣な顔でいわれた。それで兄は腹を決めた。兄が母を説得した。「よし、俺が何とかする」と兄はいうと、月給2万円から2万3,000円であった給料の内から約半分の月1万円を張本に仕送りしてくれた。甲子園出場の夢を果たすことが何よりの恩返しと信じ、ひたすら野球に打ち込む。
浪商転校後、最初の挨拶で野球部の上級生に「オレは3発までは黙って殴られる。しかしそれ以上やったら殴り返す」と凄んだ。広島のみならず、「大阪でも一番喧嘩が強い」と名を轟かせ、他校のワルから決闘を申し込まれたが、野球で忙しく相手をする暇はなかった。
恩師である中島春雄浪商監督は「当時から張本の打撃のセンスは大変なものだった」と述べ、浪商では1年の終わり頃に4番になるが、張本が入部する前の部内の暴力事件で1年間の対外試合禁止処分（1年の秋から2年の秋）を受け、この際に中島も監督の座を退くことになった。甲子園出場のチャンスは3年の春と夏の2回だけになった。
1957年、2年の初夏に中島の戦友であり、度々同校を訪ねていた当時読売ジャイアンツ監督の水原茂に、高校を中退して左投手として入団を勧誘される。張本もその気でいたが、高校だけは卒業して欲しい兄の意向により、誘いを断る。水原は「私が巨人の監督のとき、浪商の張本をとろうとしたが、当時の品川主計社長の反対で実現しなかった」と述べている。その直後、浪商OBで立教大の片岡宏雄（中日ドラゴンズなど）がグラウンドにやってきた。先輩には直立不動で逆らうことはできない。片岡は「お前が張本か、投げてみろ」と張本にいうが、この日はすでに300球くらい投げていた。にもかかわらず、さらに300球ほど投げることとなった。翌日に張本は肩が上がらなくなった。肩を故障したのである。そこで前監の中島に相談に行く。「先生、肩が……」というと、中島は「よかったよ。お前はピッチャーに向かん。打者をやれ」といった。これにより、投手としての未来図を描いていた張本は挫折するも、中島の説得によりその後は打者に専念するようになる。同年は秋季近畿大会で対外試合に初出場、県予選から13試合で打率5割6分、本塁打11本と驚異的な成績を残した。大会では準決勝に進み、海南高の宗邦夫に完封を喫するが、1958年春の選抜への出場を決める。ところが一般生徒が恐喝事件を起こし、出場辞退を余儀なくされた。高校同期にエースの池上栄一郎（法大）、捕手の岡本凱孝がいた。
3年時の1958年夏の甲子園府予選は決勝で寝屋川高に辛勝、念願の甲子園に出場する。大会直前に部室内での暴力事件が発覚。張本含む数人の休部処分により、チームの甲子園出場は認められた。張本曰くこの件に関しては全くの濡れ衣である。事件が起きた際、そもそも部室にいなかった。張本は当時の野球部長の韓国人嫌いに端を発した差別としている。また、前監督の中島が退任した後も引き続き中島に教えを乞いに行くことがあり、後任の竹内啓監督との関係も良くなかったと回想している。
張本は「以前、部長に呼ばれたときです。「プロ野球のスカウトが来たら相談しなさい。部長は俺だぞ」と。それは当然ですよね。「じゃ、何で中島先生に相談するのか？」と言われました。まだ17、18歳の子供だから「私は中島先生に学校に入れてもらいました。これからも中島先生に相談します」と生意気な態度をとったことがありました。部長は、この野郎って思ったんじゃないでしょうか。後で聞いたら、私のことが嫌いだったようです」と語る。復帰しても3か月は公式戦に出られないルールがあったが部長はそれを知りながら処分通告から1か月近くたって休部届を出していた。すぐに出しておけば出られたのである。
逆算してまで、部長は張本を試合に出さないようにしていたのである。張本の言によると「心底腹が立った。許せない。露骨な仕打ちです。そのときだけは〝敵（かたき）をとる〟。そして自分も死のうって。そうでもしない限り、この怒り、悔しさ、抑えきれない気持ちになっていたんです」。
同事件によって甲子園の夢を絶たれ、自殺も考えるほどのショックを受けたが、野球部の同級生で同じく休部処分を受けた友人の山本集が親身になって張本の相談に乗り、張本は話を聞いてもらっている内に涙が出てきて母校のグラウンドで夜通し走った。
張本は山本に「敵討ちをしようと思う」と相談すると、山本は「張なぁ、そんなことはやめとけ。お前が死んだら、お前の好きなお母さんが嘆くぞ。3年間仕送りした兄貴だって。お前には野球があるやろ。俺は野球がだめだから他の道に進むけど、お前はプロに入って、3年間死ぬほど必死でやって、それでダメだったらそれから敵討ちに行っても遅くないだろう」といわれ、思い止まった。
山本は奈良の金持ちの子で、浪商近くに一軒家を借りて姉と住んでいたが、張本は1年生の時に「張よ、下宿代5千円はもったいない。部屋が空いているし、うちに来ないか」といわれて張本は2階に住んでいた。ところが2年生になって山本は補欠で、張本はレギュラーに選ばれた。しかも山本の姉が作った弁当を持って試合に行った。次第にばつが悪くなった張本は1年ちょっとでそこを出ている。また、同じく野球部の同級生で友人に、後に北海道新冠町に太陽の森 ディマシオ美術館を創立した谷本勲がいる。張本勲、山本集、谷本勲と全部名前に「本」が付くことから「3本悪」と呼ばれていた。
この年、在日韓国人高校生で構成する日韓親善高校野球の選手に選抜されて渡韓し、生まれて初めて「祖国の土」を踏む。主軸打者として韓国各地を転戦、選抜チームも14勝1敗と圧勝した。張本のバッティングは祖国の野球ファンも驚かせ、韓国メディアも大きく報道した。観衆からパンチョッパリと侮蔑表現で呼ばれ、アウェーであることも実感した。ここで甲子園出場が叶わず萎えかけていた気持ちを奮い起こした。後年、張本はこのときのことを「甲子園に出場出来なかった事は凄く悲しく悔しかった。でも一時的に日本を離れ、試合を重ねる内に野球に集中できた。それが良かったんです。生きる気力が湧いてきて、心機一転した上で日本に戻り、一からやり直す事が出来たんです」と語っている。後に日本のプロ野球を代表する強打者となる張本は、母国訪問での活躍によって祖国でも有名になり、韓国の野球少年にとって憧れの存在となる。

### プロ野球選手時代

#### 東映・日拓・日本ハム時代

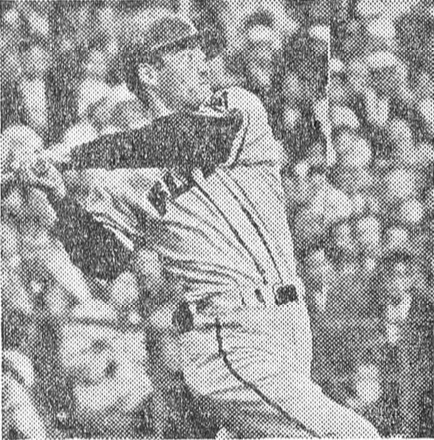
1960年日米野球

天性の素質を見出され複数のプロ球団の争奪戦となる。地元の広島カープに行きたい気持ちもあったが、最終的に中日ドラゴンズと東映フライヤーズの一騎討ちになり、交渉事を任していた兄も「スカウト部長が立派な人だし、ここに預かってもらえば大丈夫なのでは」として中日を推していたが、東京への憧れもあり、1959年に東映フライヤーズに入団。当時の東映は同郷の先輩である岩本義行を始め、母校である浪商の先輩を多数抱えており、岩本が監督を務めていたことも入団の決め手の一つになった。契約金は200万であった（中日は600万を提示していた）。当時の大卒初任給の平均額は1万3800円。張本の家や部屋はテレビがないためにセ・リーグの方が人気があることを知らず、「わかっていたら中日に入団していたと思う」と話している。この入団と前後して東映の社長で球団オーナーの大川博は当時プロ野球の規約で「外国人選手は2人まで」となっていた問題の改正に取り組み、「生まれた時に日本の国籍を持っていた選手」は外国人選手に含めないと改正させている。契約金200万で母親のために広島に念願の一軒家を建てた。若いころ、仲のいい王貞治をこの家に招いたこともある。
松木謙治郎打撃コーチの「打率も残せて、ホームランも打て、盗塁もできる完璧な打者を目指せ」と長距離砲よりも打率を残せる中距離打者として育てる方針で指導されて猛練習に励んだ。松木の回想によると（後述の怪我により）右手をほとんど使えず、ほぼ左手のみのバッティングで、高めの直球しか打てないバッターだったため、右手の強化や打撃フォームや立ち位置の細かい修正（この際にレベルスイングになった）に臨んだ。今では常識となっている野球ネットへのヒッティング練習を導入。高校時代は投手としてのみ練習していたため、野手としての練習は苛烈を極めた。当初は張本の長身と風貌から一塁手として育てる予定だったが、打撃練習の際に怪我のことを初めて知り、即日外野手に回した。これらの経緯から張本は松木のことを「大恩人」としている。松木は「ネットに向ってトスを打つバッティング練習を最初にやったのは私と張本なんです」と述べている。
大川博オーナーの意向もあって一軍に抜擢され、高卒の新人外野手ながら開幕戦のスタメンに名を連ねた。デビュー戦は阪急戦で、米田哲也の剛速球に全くついていけず三振、直後の守備でバンザイをして即交代させられた。翌日の阪急戦で第1打席で秋本祐作から二塁打を打ち初ヒット、第2打席で石井茂雄から初本塁打を放つ。6月23日からは4番を打つ。入団1年目からレギュラーに定着し、高卒新人で2桁本塁打の13本塁打を放つなど活躍して新人王を獲得した。
2年目に打率3割を記録し、3年目の1961年に打率.336で21歳にして首位打者となった。
4年目の1962年は本塁打、打点ともに野村克也に次ぐリーグ2位を記録。同年は21敬遠で当時のパ・リーグ記録に並んだ。広島で行われたオールスターゲーム第2戦では親族一同を招待し大活躍、MVPに輝き、故郷に錦を飾った。チームのリーグ初優勝に貢献し、リーグMVPと、同年から新設された最高出塁率を獲得した。同年の阪神タイガースとの日本シリーズでは全7試合に4番打者として出場。第6戦で太田紘一から2点本塁打を放つなど26打数12安打と活躍し、チーム日本一の原動力としてシリーズ技能賞を獲得した。
1963年に自己最高となる33本塁打・41盗塁を記録、同年の22敬遠は野村克也に抜かれるまで5年間パ・リーグ記録だった。1967年から1970年にかけては4年連続首位打者を獲得した。
1970年、打率.383、本塁打34本、打点100の自己最高の成績を残す。このうち打率は大下弘が持っていたシーズン最高打率（.3831）を3毛更新するもので、1986年にランディ・バースが更新するまで16年間日本記録であった。
1972年8月19日の西鉄ライオンズ戦で、東尾修から史上7人目となる2000本安打を達成。同年の猛打賞22回は与那嶺要に20年ぶりに並び、1996年にイチローに更新されるまで日本記録だった。1974年に通算7回目となる首位打者に輝いた。首位打者7度はイチローと並ぶ日本記録である。「安打製造機」の異名を取り、南海ホークスの野村克也らと共に1960年代から1970年代のパ・リーグで活躍した。
日拓ホームフライヤーズとなった1973年の後期からは、選手兼任でコーチ（ヘッド兼打撃コーチ）を務めた。コーチになった理由は後期から監督になった土橋正幸に「おまえは兼任でヘッドコーチをやれ。選手をまとめろ。2、3年でバトンタッチするから」と言われたためであった。球団は1974年に日本ハムに身売り、土橋は退団した。この頃から毎年、ストーブリーグを賑わせた。1974年に大洋とトレード話がほぼまとまり、本人にもこの年10月23日に三原脩球団社長から移籍を通告される。この年のオフに大洋監督に就任した秋山登が、大洋球団が期待の新人（山下大輔）を売り出すために、主力遊撃手（米田慶三郎）をトレード要員にしたことに「とんでもない」と強い難色を示したことでわずか2日後の10月25日に御破算となる。当時の大洋の外野陣は江尻亮、長崎慶一、中塚政幸とすべて張本と同じ左打者で、癖のある張本が加われば秋山監督が苦労する、と当時の大洋の中部謙吉オーナーの配慮があった。次いでこの25日中に三原は巨人の川上哲治監督に直接張本獲得を申し入れていたが、10月28日に日本ハム残留を発表する。1974年に2022年時点も球団記録の9打数連続安打を記録している。
次いで1975年の前期リーグ終了後に、ロッテが“祖国の英雄“として張本獲得に乗り出す。この頃、在日同胞の繋がりで東声会会長・町井久之との交友関係が深くなっていたことから、近鉄、ヤクルト監督時代に「黒い霧事件」への対応に追われていた日本ハムの三原脩球団社長が「張本は球界のガンだ」と発言するなど、張本を無理やり放出しようとしていた。そのため、三原社長と娘婿である中西太監督との間の感情はこじれにこじれた。日本ハム製品が韓国でよく売れていたため、大社義規オーナーとしても“韓国の英雄”である張本の気持ちを無下にできず、新任の大沢啓二監督も日本ハムから出たい張本の気持ちを変えることはできなかった。
前年のオフに大杉勝男・白仁天らが移籍し、張本はこの時について「日本ハムに身売りになって、三原さんが社長になって、娘婿の中西さんが監督になって、土橋さんも球団から去って。チームもバラバラ。みんなチームからいなくなって。自分もチームから出ないと行けないと思った」と述べている。張本が「もし不要なら出してほしい」と直訴すると、三原に「希望する球団に行かせよう」と言われ、強さへの憧れからファンでもあった巨人を挙げた。また、張本は当時阪神タイガース監督の吉田義男に誘われて一時は阪神行きを決意し、兵庫県宝塚市に80坪の土地まで用意した。突然巨人からも誘われ、しかも決定項として扱われていたため、慌てて吉田に連絡を取ると、吉田は憎まれ口ひとつ言わず「張やん、良かったなあ。お前（自宅が）東京やし、巨人好きやったやないか。頑張りや」と了承した。吉田の懐の深さに張本は感動し、受話器を持ったまま西の方に頭を下げ、涙を落とした。現在も吉田と「あの時、ウチ（阪神）へ来とったら面白かったなあ」と話になる。
1975年オフに日韓親善野球へ参加する「日本プロ選抜チーム」の監督を務める（#韓国野球の発展に貢献）。

#### 巨人時代
1975年シーズン終了後、長嶋茂雄監督が「王の前に大砲が欲しい」と希望し、東日貿易の久保正雄社長の仲介により、11月25日に高橋一三・富田勝との交換トレードで巨人へ移籍。憧れであった巨人に入団したことで発奮し、オフやキャンプで徹底した走り込みを敢行した。それまで首位打者を7回も獲得したにも関わらず、自伝を含め書籍は一冊も刊行されず。巨人に移籍するや否や、多くの出版物が編まれ、張本の個人史も新しく編集され物語化された。
1976年は自己最高の安打数を更新し、同年6月10日の阪神戦で、当時史上2人目となる2500本安打を達成。1977年に続けて高打率を残して2年連続でリーグ2位の打率を記録。1976年は首位打者を獲得した谷沢健一との打率差がわずか1毛（厳密には6糸）で、歴代で最も1位と2位との差が小さい記録である。親友の王貞治と組んだOH砲は、第一期長嶋茂雄監督時代の2度のリーグ優勝に貢献した。この1977年9月3日のヤクルト戦、王が756号の本塁打世界新記録を達成したその試合の8回裏に、張本も自らも同シーズン22号本塁打を打ち、通算1500打点を達成、記念試合に花を添えた。
1978年に日本記録となる通算16回目のシーズン打率3割を記録。同年7月24日、日本プロ野球名球会が設立され、規定（昭和 生まれ、通算2000本安打記録）を満たす張本も入会している。1979年は左目の疾患で夏場に40試合ほど欠場、77試合の出場に終わり、打率.263、8本塁打と低迷して戦力構想からも外れた。

#### ロッテ時代
1980年1月5日、オーナーの重光武雄の強い誘いと3000安打を達成したかった張本の意向もあり、ロッテオリオンズに移籍。同年5月28日、地元川崎球場での阪急ブレーブスとの対戦で、山口高志投手から日本プロ野球史上初となる通算3000本安打を本塁打で達成。この快挙を記念したメモリアルプレートが同球場に展示された。9月28日に川崎球場でのダブルヘッダーの第1試合、近鉄との対戦で日本プロ野球史上3人目となる通算500号本塁打を達成した。
張本は当時の山内一弘監督に采配の指示を出し、山内も「おお、そうか」と聞いていた。
1981年に現役引退。現役最後の安打は森繁和から打っている。背番号はプロ1年目から引退まで一貫して10を着用した。そのままロッテの監督に昇格の話もあったが、実現はしなかった。
23年間のプロ野球現役人生を振り返り「うれしいことは1回もないわ。悲しい、辛いことばっかりじゃないですか」「私はなんで、こんな競技をやったのか? 野球のない国に行きたいなと思ったことは100回や200回じゃない」「苦しいから。辛いから。明日、打てるかな、打てないかな。明日、勝てるかな、負けるかな。朝から晩まで野球のことしか考えない。今、考えたら、その時代が幸せだったのかも分からんね。野球しか考えなかったから。でも、1万何回、打席に立ったけど、1回も楽しいと思ったことはない」と話した。
通算打率は歴代3位（4000打数以上）であり、7000打数以上では歴代1位である。通算打撃部門の全ての上位に名を連ねていることから、日本プロ野球史上屈指の強打者との誉れが高い。通算安打は3085本で日本記録である。自身も通算最多安打を記録していることを誇りに思っており、「イチローがたとえ日米通算4000本安打を記録しても、日本記録保持者は私ですから」とコメントしているが、理由として、「メジャーリーグの野球は日本の野球よりもシーズンの試合数が多いから、イチローの通算安打は参考記録にしかならない」ことを挙げている。張本はイチロー自体を認めていないわけではなく、イチローが記録を更新する際などは度々アメリカまで行って祝福している。

### 引退後
引退発表した1981年オフ、ロッテから監督要請を受けるが、山内一弘を更迭しての要請であったため、辞退し、1982年より東京放送（TBSテレビ・TBSラジオ）野球解説者、スポーツニッポン野球評論家を務める。1983年オフに辞任した山本一義の後任とした再度ロッテから監督要請を受けるが、ベンチ裏から野球を勉強したい理由で再度固辞する、この時、辞退するなら代わりの候補者を出すようフロントから言われ、土橋正幸と稲尾和久を推薦する（土橋はヤクルトスワローズに入閣することが決まっていたため、稲尾の監督就任となった。）。1984年オフに日本ハムから、1989年オフに三度ロッテから監督要請を受けるが、日本ハムは固辞し、ロッテは金田正一が『張本にやらせるなら、俺にやらせろ』とフロントに嘆願したため、金田に決定した。また、2000年頃よりTBSテレビの『サンデーモーニング』のスポーツコーナー『週刊 御意見番』に大沢啓二（2010年10月死去）と共にコメンテーター（御意見番）としてレギュラー出演。2006年まではテレビ・ラジオの中継にも出演していたが、2007年以降は「週刊 御意見番」への出演に絞る。中継から外れて以降も、各出版社が発売している一部プロ野球名鑑に掲載される解説者・評論家名鑑 では、引き続きTBS解説者として掲載されている（2012年からは一部名鑑 でフリー解説者として扱われている）ほか、『サンデーモーニング』公式サイト内同コーナー情報ページでは「TBS野球解説者」と明記されている。
1990年、野球殿堂入り。
2001年にスタートしたプロ野球マスターズリーグでは、東京ドリームスに選手兼任コーチとして所属し、試合にも出場している。中々ヒットが打てなかったが、2005年に5年越しの初安打を放った。もっとも本人は「（投手の）星野伸之（元オリックス）が手加減してくれた」とコメントしている。
臨時コーチを何度も務めている。中日の沖縄秋季キャンプの臨時コーチを務めた1992年に、挫折しかけた大豊泰昭の一本足打法を完成させるきっかけを作っている。1993年春季キャンプで監督の長嶋茂雄の要請で巨人臨時打撃コーチを務め、松井秀喜に「すり足打法」を指導したが、松井は頑として張本のすり足打法を受け入れず、自分のスタイルを貫き通し、張本は打撃コーチの中畑清に「全く聞かない」と嘆いていた。自身の著書で、監督の打診を受けたことがあったものの「入り込んでしまうからやめた方がいい」と母親に猛反対されたので断ったと記している。ロッテのゼネラル・マネージャーだった時期の広岡達朗から、ボビー・バレンタイン監督の下でのヘッド兼打撃コーチの打診を受けたことがあったが、張本がトップ（監督）でやりたいと言って断っている。週刊文春の連載「阿川佐和子のこの人に会いたい」に登場した際（2015年10月1日号）は、球団は言えないが3球団から監督の要請があったことを明かしている。また週刊ベースボールでの連載『張本勲の喝!!』（2021年12月27日号）では、以下のようにロッテと日本ハムから計4回監督就任要請があったことを明かしている。
一度目は現役引退直後の1981年、ロッテから山内一弘の後任として。「尊敬する山内さんを押しのけて監督の座に就くのは私の生き方に反する」として辞退。
二度目も再びロッテから、山本一義が辞任した後の1983年オフ。この時も「まだまだ半人前ですから」として辞退。張本はこの時に後任監督として土橋正幸と稲尾和久を推薦し、実際に稲尾が後任監督に就任している。
三度目は張本曰く、1980年代後半頃に日本ハムから。
四度目は三たびロッテから、有藤通世が辞任した後の1989年オフ。この時は球団が同時に監督を要請していた金田正一が「どうせ張本はやらないから、ワシがやろう」と先に就任を受諾したとのこと。
1982年に発足した韓国プロ野球統括団体である、KBOのコミッショナー特別補佐官を2005年まで務めた。2007年、民間人に与えられる韓国最高の勲章である国民勲章第1等の「無窮花章」が授与された。韓国プロ野球創設の際の組織作り・人材派遣などの支援等、日韓のスポーツ界並びに在日韓国人社会の発展に貢献した功績によるものだった。「無窮花章」は日本の勲一等にあたる。日本のスポーツ選手として、韓国の勲章を受けた唯一の人物となる。
韓国の野球発展にも多大な功績を残し、1982年から始まった韓国プロ野球は、李容一初代事務総長、李虎憲同次長、張本の3人で立ち上げ、張本は「わたしにとって日本プロ野球は『育ての親』、逆に韓国プロ野球にとってわたしは『生みの親』になる」と語っている。
2021年11月28日放送の『サンデーモーニング』のスポーツコーナー『ご意見番』で、同コーナーを年内で卒業すると発表した。張本本人は老後をゆっくり過ごしたいと趣旨を説明し、23年間夏休みも取れないほど働き続けたとアピールした。また、今後ゲスト出演の形では活動を続ける意向を示した。
2024年春に腰の手術を行っており、退院後の5月28日に東京ドームで行われた読売巨人軍の創設90周年を記念する「王貞治デー」の一戦でファーストピッチに参加した際は、『サンデーモーニング』レギュラー時代とは一変した激痩せして老け込んだ姿を見せたが、メディアの取材に対し張本本人は「腰の手術をしたため年齢のせいもあって筋肉が落ち、杖をつくことになったが特に大病をしたわけではない」と語っていた。

## 選手としての特徴

### 打撃
バットを高く構えて捕手寄りに倒して始動し、水平に振り抜く独特の打法から、右へ左へと自在にボールを打ち分けた。このため上記の「安打製造機」のほか、「広角打法」、「スプレー打法」、「扇打法」として代知られた。本塁打の打球方向は8割近くがライト方向であり、長打を狙う際は引っ張り打ちだった。
元パ・リーグ事務局長の村田繁は張本について、「広角打法の最高峰を極めた打撃王であると認定していい」と評している。通算RCWIN傑出度では王貞治に次ぐ歴代2位の数値を記録するなど、打撃で歴代屈指の成績を残した。猛打賞も歴代1位の251回を記録している。
東映入団1年目から20年連続シーズン100安打以上を放っており、打率3割以上を16回記録した。走塁は1963年に41盗塁（広瀬叔功の45に次ぐ2位）し、通算で319盗塁を記録している。通算500本塁打以上かつ通算300盗塁以上を記録しているのは張本のみである。
現役時代は多くのシーズンで首位打者以外のタイトル争いにも絡み、毎年打撃部門で上位に位置していたが、本塁打王と打点王のタイトルは1度も獲得できなかった。通算1676打点は、打点王のタイトルを獲得していない選手の中では史上最多である。また、1500打点を2368試合目で迎えたが、これは2012年に金本知憲が2501試合目で1500打点をとるまでは一番遅い試合数での達成記録だった。
打席に立っている際、一塁走者が盗塁すると激怒した。一塁に走者がいる場合、一塁手が一塁に張り付いた状態になるため一・二塁間が広くなり、安打が出る確率が高くなるからだと落合博満は述べている。
現役時代に打撃のコツについて教えを乞いに行ったことがある。その相手は当時近鉄に在籍していたジャック・ブルームで、張本はブルームの外角打ちの上手さに感心し、外角打ちのコツを聞きに行った。それに対してブルームは、「外角を打つにはまず内角打ちが上手くなければいけない。それは、外角に的を絞っているときに内角にストレートが来ると絶対に手が出ないからだ。相手投手は、こっちが内角打ちが上手いと、内角に投げるのを嫌がって外角に投げてくる。そこを狙い打つのだ」と回答。その後、張本は首位打者の常連となっている。
張本はブルームからセーフティーバントのコツを「バックスイングをしてバントなんてしないように見せろ」と伝授された。これにより、張本自身の述懐によると21回試みたセーフティーバントのうち20回を成功させた。1970年に当時のシーズン最高打率記録を樹立した際も、最後の打席でセーフティーバントを決めている。当時のマスコミから「本塁打も打てる打者がなぜバントで打率を稼ごうとするのか」と批判を受けて、多用はしなかった。そのことについて張本は、2003年のインタビューで「なぜこれ（セーフティーバント）を多用して4割打たなかったのかなぁと後悔してるんです」と述べている。張本はこの時点では犠打を記録したことは一度もないなど、バントで打率を稼ぐことは全くしておらず、この批評は完全な風評被害であった。張本自身も「本塁打を打てる打者はセーフティバントしなくてもいい」と考えており、2021年にメジャーで本塁打王争いをしていた大谷翔平がセーフティバントをしたことに苦言を呈した。
バントの上手さについては王貞治からも認められており、2003年のキャンプでは川﨑宗則にセーフティーバントの指導をした。川崎は後年に「張本さんといえば『豪打』のイメージでしたが、あれでセーフティーバントの確率がぐっと上がった。僕のヒットの何本も、張本さんのおかげで打てたようなものです」と語っている。
打撃のコツについては、後年、バッターボックスでの構えについて「雨の日の立ち小便」（リラックスしながら腰を落とす）のように構えるとよい、と語ったこともある。現役時代、天才または運と呼ばれたことに対して、「ある日突然バッティングの才能が目覚めるなんてことは絶対ない。半狂乱になってバットを振って振って振りまくった人だけに打撃の極意というものは見えるんです」と語っている。キャンプなどでも張本は布団の横にバットを置いていて、夜もたびたび起き上がって素振りをしていた。山崎正之は張本とキャンプで相部屋になった際に、張本が毎夜寝ている自分の数十センチ上で素振りを繰り返すため、寝るに寝られず睡眠不足になり、「あれほど不気味な風の音を聞いたことはない」と振り返っている。
張本自身は、本人曰く「張本シフト」として外野2人、内野5人の右寄りのシフトを敷かれていたことがあり、これは「王シフトよりも前だ」として（当時は人気の無かったパ・リーグだったので話題にならなかったとしている）、「これをセ・リーグのスコアラーが見て王シフトのヒントにしたのではないか」と述べている。

### 守備
おもに打撃への負担が比較的少ない左翼を守った。打撃や走塁で傑出した成績を残した張本だったが、守備は得意ではなく、とりわけ守備力が低下した巨人時代にファンから「守っても安打製造機（＝稚拙な守備により相手の安打を量産させている）」と揶揄されるほどお粗末なプレーが目立った。幼少時のヤケドの影響と高校時代の左肩の故障と二重苦により、現役中は一貫して思うような守備ができなかった。右手を完全に開くことができなかったため、特注のグラブで守備を行っていた。
このようなハンディがありながらも、守備率を示すRF（刺殺＋補殺＋失策）÷試合数の数値では、1964〜1967年（24歳〜27歳時）に4年連続で2点以上（これは平均以上の数値であり、2.5を越えれば一流と言われる）を記録し、1959年（19歳時）の1.41から大幅に上昇させている。1966年に土井正博に次ぐリーグ2位の11補殺を記録している。
ただし、1975年にパ・リーグで導入されたDH制のため1年間守備が免除された後、巨人に移籍し左翼の守備に返り咲いた翌年の1976年以降は、守備力の衰えが顕著になる。例えば1966年（26歳時）に、外野部門（100試合以上出場）でRFが2.08（3位）、刺殺数233（4位）、補殺11（2位）、エラー1（2位）と高い数値を記録していたにもかかわらず、巨人に移籍した1976年（36歳時）にRFが1.37（12位）、刺殺数167（9位）、補殺4（8位）、エラー7（13位）と、数値が大幅に下落している。
阪神との1962年の日本シリーズ第7戦（1点リードから同点に追い付かれた）では、10回裏にベンチに下げられ、12回裏に日本一決定の瞬間を迎える経験をしている。巨人時代はレフトにライナーやゴロが飛ぶと、遊撃手の河埜和正がカバーに入ることが多かった。リードして迎えた試合終盤に、守備固めの二宮至と交代させられることが何度もあった。長嶋監督に失策の理由を聞かれた時は、「あれは空中イレギュラーです」と答えた。

## 人物

### 幼少期の負傷と被爆
来歴の節で記したように、幼少期に大火傷を負っている。右手以外は完治したものの、右手のみに後遺症が残り、親指・人差し指は完全に伸びず、薬指と小指は癒着したままである。野球を本格的に始めてからは誰にも見せないようにしていた。プロ1年目のオフ後、母親と談笑しているときに「この指がまともだったら、もっと良い成績が残せるのになぁ」と呟いたところ、母親が｢母親なのに息子をちゃんと見ていないからこうなってしまった」と罪悪感を抱き、号泣してしまった。まずいことを言ったと反省した張本はそれ以降、家族にも右手を晒さなくなった。
NHKの番組で張本の右手を取り上げる企画が予定されたが、張本は拒否。その後、NHKの解説者を務めていた川上哲治にだけ、現役引退後の座談会で右手を見せた。川上は「よくもそんな手で…」と涙を流しながら絶句した。
プロ野球出身者で直接の被爆により被爆者健康手帳を交付されたのは、張本と濃人渉の2人のみとされている（直接被爆者自体は他にも、1954年に広島カープへ入団した原田高史と1965年に国鉄スワローズへ入団した福富邦夫がおり、原爆投下後に被爆地に入った「入市被爆者」では岩本義行が交付を受けている）。『週刊現代』1980年6月12日号に「原爆手帳を持つ唯一のプロ野球選手」と書かれている他、かつては原爆手帳を持つのは張本だけと紹介されていた。
被爆者に対する差別を目の当たりにしたことから、被爆者であることを長年隠していた。また、原爆で失った長姉の点子の形見や写真はすべて処分され、原爆の話は家族ともしなかった。原爆のことを思い出すのが怖く、野球に没頭してバットを振り続けることで、当時の記憶を心の片隅に追いやってきた。しかし、2005年頃に「原爆の落ちた場所を知らない」とテレビ番組で発言した若者に怒りを覚え、被爆体験を語り始めるようになった。2006年8月15日放送のテレビ朝日系『徹子の部屋』に出演した際に、被爆体験や幼少期の生活、母に対する思いなどを語った。それをきっかけとして「われわれの世代が戦争を、そして原爆でやられた体験を語り残さなければならんのです」と答えた。その後は多くのメディアで被爆体験を話している。
家族を尊敬しており、長姉の点子に対しても敬意を払っており2014年に「自慢の姉だった」と公言している。その点子の写真を張本が長年探していることを知った点子の同級生から、張本のもとに点子の写真が届いている。69年ぶりに点子の顔を見た張本は大変喜び、この写真を寝室の枕元に置いて1985年に亡くなった 母の遺影と向き合うように飾っている。
2024年、日本原水爆被害者団体協議会（被団協）がノーベル平和賞を受賞したことを受けて、「世界中で戦争が絶えない中で、人類のために本当に良いことだと思う。むしろ、感謝したい。『ありがとう』と言いたいです」、「今、外国では戦争が起きている。私は個人として最後のメッセンジャーとして、これからも戦争の悲惨さを伝えていきたい」などのコメントを発表した。

### 現役時代
ロッテへ移籍した1980年、当時の監督だった山内一弘や金田正一など多くの評論家が酷評した落合博満の特異な打撃フォームを「素晴らしい、このままのスイングで打てる」と絶賛していた。その後に落合は三冠王を3度獲得し、当時から張本は落合の非凡な才能を見抜いていたことが証明された形となった。後年、落合が三冠王を獲得した頃に自分の手について「柔らかいでしょう。とてもたくさん素振りしているような手ではないですよね」と語っていることに対して、張本は「あれは落合の謙遜。彼の手は本当にバットを振り込んだ手だ」と述べている。
現役時代、毎日午前3時または4時頃に起きてバットを振り、引退するまで子どもとは別の部屋だった。張本は「スポーツ選手で、豪気・豪快・強気の人が大成功した例は少ないです。やはり臆病で繊細で神経質な人のほうが成功する。イチロー、落合博満、長嶋茂雄、王貞治、金田正一も、みんなそういうタイプ。豪快に見えているだけで、陰では毎日こつこつ練習しています。豪気な人は、すぐできてしまう素質と力があるから『そんなもんすぐできるよ』と安心するし、油断するきらいがあるんですよ」と語っており、「我々みたいに小心者で臆病なやつは、不安だから毎日やる。その積み重ねが結局力になったんだろうと思いますね」と振り返っている。また、野球選手で一番大事なことは「自分を疑う」ことであり、例えその日に4打数4安打を記録したとしても、たまたまだと思って、常に自分を疑うことが大事だと述べている。
非常に腕っぷしが強く、中学時代に練習場の奪い合いで、一級上のサッカー部のキャプテン相手に暴力沙汰を起こしたことがあり、中学時代からヤクザのチンピラとケンカをしていた。現役時代に「野球はルールのあるケンカだ」と話す など、気性が激しい一面があり、以下のような話がある。
土橋正幸は、自身より5歳年下の張本に「マウンドでモタモタしていると、どやされたもんです」と話している。ただ張本にとっては、土橋がプロ入りして初めて憧れて男として惚れた存在であるとして、ずっと「兄ちゃん」と呼んで慕っていた。
村田兆治は、「内角を突くと睨みつけ、もう一度続けるとマウンドに向かってくる。同じ広島出身ということで可愛がってもらった」と話してる。張本と村田はロッテ時代の2年間チームメイトだった。
江本孟紀が阪神に在籍していたとき、対読売ジャイアンツ戦で両軍選手入り混じっての乱闘になった。グラウンドに出た江本のところに張本が近くに来て耳打ちで「おい、〇〇を殴れ」と言ってきた。江本によると「張本さんは巨人の生え抜きじゃないとその選手に虐められていたらしい。外様だから嫌がらせを受けていたみたいで、チームメイトを自分が殴るわけにはいかないから、俺にやれと言ってきたんでしょう。」と話している。江本は新人時代1シーズンだけ東映に在籍し、張本とチームメイトであった。
愛甲猛は、ロッテの選手が乗ったバスがヤクザの車に道を塞がれたことがあって、張本が一人でバスを降りて怒ってるヤクザのとこへ行くと、「5〜6分ほどでカタをつけて、何事もなかったかのようにバスに戻って来た」と話している。
高田文夫は、小学生の頃、駒沢球場から負け試合の後、球団の若手選手寮に真暗な田んぼの中をトボトボ帰っていく選手たちの中に張本を見つけ、寄っていき「おい、なんであそこで打てねぇんだよ。しっかり打てよ」など言い放った途端、張本に頭をパッカーンと殴られた。翌日この話が学校中に広がり、高田は「張本勲になぐられた男」として一躍有名になり、英雄視された。
佐々木信也は、友人から聞いた銀座であったド派手なケンカの目撃談として「大の男がぶん投げられて宙を舞っているぐらいの大ゲンカ。人だかりの中に入ってよく見ると、輪の中心で大暴れしていたのは東映フライヤーズ時代の張本だったそうです。当時から『張本を怒らせるな』という言葉は聞いていたけど、やっぱり本当にケンカは強かったんだね。銀座のど真ん中で、大の男を何人もぶん投げるなんて、今の時代では絶対に考えられない話ですよ（笑）」と話している。また「球界ナンバーワンギャンブラーは張本かな? あるとき、背広の内ポケットいっぱいの札束を見せてもらったことがあったなぁ。『佐々木さん、コレ見てよ。競馬で勝ったんだ』って言ってたね」などと証言している。
江本孟紀が入団1年目（1971年）のキャンプのフリーバッティングに登板した際、大杉勝男、白仁天に対して1球もストライクが入らなかった。江本は白に「バカヤロー、プロかお前」と怒鳴られ、投手コーチの土橋正幸からも怒られ、「次にストライクが入らなかったら辞めます」と言うつもりでいたところ、次の打者が張本だった。そのため足が震えたまま投球し、案の定ストライクにならなかったが、張本はストライクゾーンに入っていないボールを片手で打ち、その後も投げるボールを文句も言わずに当てて、そのうちに江本はストライクが入るようになった。阿川佐和子が「張本さんは江本さんを助けようとして？」と質問すると、江本は「それは本人には聞いてないです。どんなボールだって打てるぞっていうつもりだったのかも知れない。でも優しいところがある人だから。その件以降、僕はすぐ一軍に上がる事ができました」と述べており、プロに入ってからの恩人として土橋、野村克也と共に張本の名前を挙げている。
野村克也が用いた「ささやき戦術」に数々の打者が悩まされていた頃、野村は張本にも例外なくそれを行った。それに対し、試合で張本はわざと大きな空振りをして野村の頭をバットで殴った。その後、野村は張本に対してささやき戦術を行うことはなくなった。これについて張本はサンデーモーニングで「私の現役時代にもね、一人いたんですよ。たちの悪いのが（野村克也）」「空振りのふりをしてバットでガツーンと叩いてやりましたら、もう二度と（ささやき戦術を）やらなくなりましたけどね。（野村は）殺されると思ったんでしょうね」とコメントしている。野村は上記のいきさつを否定した上で、張本にささやき戦術をすると、張本が繊細すぎるためにバッターボックスでの立ち位置がなかなか定まらなくなり、結果的に試合時間がかかりすぎてしまうことから、張本へのささやき戦術をやめたとしている。1966年6月17日の南海対東映第10回戦の折、4安打を記録した張本は5打席目のストライクの判定(結局凡退で5打数4安打)を巡り球審に抗議を行い、捕手の野村からも「アホか、お前。今日4安打打っとるやないか。何本打てば気が済むんや、アホ！」と窘められているが、張本は野村に対して「ほっといて下さい！　次打てるか打てないか、分からないじゃないですか！」と言い返したとしており、張本の打撃に掛ける執念と繊細さを伺わせるエピソードを残している。
かつて、「人気のセ」「実力のパ」と言われ、オールスター戦で、「セ・リーグに負けるな」と本気で闘ったパ・リーグ選手の先頭に立っていたのは、張本であると野村克也は話している。
選手の才能とは別に人事の重要性も述べている。自身の著書の中で監督業について、「私も現役時代11人の監督に仕えていたからわかるが、確かにヘボ監督はいる。野球ほど監督の采配ひとつで戦況や勝敗が180度変わるものはないだろう」と述べ、「現役時代名選手だったのに、指揮官になったとたん、動揺して信じられないような采配をする監督がいる。本名を出すのは憚れるので、ここではN監督としよう。こちらが一打逆転の場面なのに落ち着いてベンチから見ていられない。ベンチ裏に引っ込んで小窓から覗きながらマネージャーにカウントを確認し、ここで逆転できないとどうしようと不安でたまらず直視できない。監督がこんな状態ならベンチにいる選手も戦う気になれない」、「T監督は冷静さを欠いて4回に起用した代打を8回に再び起用しようとした」、「O監督は延長戦で右と左のバッターを呼んでじゃんけんさせた。じゃんけんで勝った方を代打で使うと決めていたようだ。たまたま左バッターが勝ってサヨナラヒットを打ったから良いようなものの。何をいわんやである」と名前は伏せているが、3人の監督を例に出している。
若い頃はゴルフを「止まったボールを打って穴に入れるだけの誰にでもできるスポーツ」と馬鹿にし、さらに「打者がゴルフをやるとフォームが崩れる」と自論を持っていた。日本ハム時代にオーナーに誘われて行うことがあり、巨人時代はゴルフに夢中になっていた。チームメイトに中々勝てなかったため、引退後は悔しさからゴルフの練習にのめり込み、解説者になった頃は玄人並の上手さになった。

#### トラブル・事件
退場処分を受けたことは1度もないが、東映時代の1964年3月26日の阪急戦の9回表、張本は牽制球で三本間に挟まれ本塁に突入した際、捕手の山下健に体当たりした。この行為で足立光宏が「ひどいじゃないか」と言うと、張本は激高して足立を数回小突いた。ダリル・スペンサーが「ノープッシュ」と言うと、張本は岩下光一からバットを奪ってスペンサーを殴ろうとした。東映ナインがなだめ、一時はベンチに戻るも、またベンチからバットを持ち出してスペンサーにめがけて走り出し、これも寸前で止められ、大事に至らなかった。この後、監督の水原茂に「バットを使うな、素手で行け」と言われ、張本はこのことを「野球選手の商売道具であるバットを武器にするなと言うことだったと思う」と回顧している。
張本は球審の判定に抗議をする際は、投手に目線を向けたまま言葉を発するようにしていた。東映時代の1966年頃、球審の沖克己に抗議をした際に「親子ほど年の離れた選手に抗議される姿を、テレビ越しに家族に見られて気分の良い審判など居ない。それでも文句を言いたいなら、せめて投手の側を向いたままにして欲しい。」と諭され、以後張本も年長者である沖を始めとする球審に対する最低限の礼儀として、面を合わせて抗議を行う事は避けるようになった。
巨人時代の1976年、警察の取り調べを受けたことがある。4月16日の広島市民球場での広島戦の試合後、宿舎に帰るために停まっていた巨人選手の乗ったバスが、試合中の判定トラブルから広島のファン500人に包囲された際、広島ファンが「張本に殴られた」と騒ぎ立てた件である。この広島での事件は、張本がセ・リーグの巨人に移籍して最初の広島遠征だった日で、故郷に錦を飾っただけに母や兄も招待していた。張本自身も「僕は頭のテッペンから足の先まで広島県人です。お前は憎い巨人だが、広島県人だからガンバレぐらいの暖かく見てくれるのでは」と期待していた。ところが故郷に錦を飾るどころか、張本は広島ファンに目の敵にされ、民族蔑視的なヤジを集中的に受けた。張本の母はショックで途中で帰宅し寝込んだ。6-4と広島リードの9回表に巨人が1点を返し、二死一・二塁から山本功児がセンター前ヒットを放ち、同点と思われたが、山本浩二の好返球と水沼四郎の好ブロックで二塁走者土井正三が本塁タッチアウトになった。微妙な判定に長嶋監督以下、コーチ陣、巨人ナインが本塁上の審判に詰め寄り猛抗議を繰り広げた。それに怒った広島ファンがグラウンドに飛び出し長嶋監督に殴りかかろうとした。これは張本と原田治明、黒江透修コーチらがブロックしことなきを得たが、広島ファン500人が巨人の帰りのバスを取り囲んだ。広島ファンは口々に「張本あやまれ!」と連呼。石を投げる輩もいた。広島出身の張本が宿敵・巨人に移籍したのを快く思わないファンも多く、また前年球団創立初のリーグ優勝を果たした広島だったが、この年は開幕ダッシュに失敗し、この試合まで5敗2分けと低迷し、広島ファンのフラストレーションが溜まっていた。張本が特に標的にされ、帰りのバスに乗り込む際に暴漢が張本を襲った。相手を避けるために張本が手で払いのけたとき、後輩選手がバットで暴漢をコンと叩いたら頭が割れて血が出た。すると周囲のファンが「張本にやられた」と騒ぎ始めた。張本は傷害容疑で事情聴取されたが、自分をかばってくれた選手の名を明かさなかった。母や兄も現場をしっかり見ていたため「やったのは自分じゃないとなぜ言わないのか」と責めたが「私を助けようとした後輩の名前はいえない」と頑なに話さなかった。後に暴漢が槌田誠に頭を叩かれる場面を偶然撮影した写真が出て張本の嫌疑は晴れた。疑われたときに出た山のような報道に比べると真実を伝える記事はごく僅かだった。この事件で張本が最もショックを受けたのは民団の幹部が「やったんなら、手錠をかけて刑務所へ連れていけ」と発言したことだった。結局、襲った側が罪に問われない事態となり、プロ野球選手会は態度を硬化させ、松原誠選手会会長は「広島球場へ行くとわれわれは石やビンを投げつけられ、唾を吐きかけられる。選手会としてはもう広島球場での試合を拒否せざるを得ない」などと訴え。その日の球審を務めていた柏木敏夫審判も「広島では毎年、必ずこうしたトラブルが繰り返されている。昨年（1975年）、中日の選手がグラウンドでファンに襲われケガをした。球場の警備はまったく不十分だ」などと憤慨した。鈴木武樹は「日本のプロ野球の歴史の中で、スターの半分は張本と同じ在日でしょう。ただ隠しているか否かだ」と発言している。
また日本ハム時代の1974年5月、試合中に汚い野次を飛ばしたとしてロッテの城之内邦雄を試合前の練習中に蹴り上げる騒動を起こしている。5月1日のロッテ対日本ハム戦でロッテベンチから汚い内容の野次を再三にわたって受け、それが城之内によるものと見た張本は3日、川崎球場の外野席にて練習中の城之内の下に駆け寄り「汚い野次を飛ばすな」と注意した。だが「僕はヤジ専門だから」と返答されると張本は激怒し、足のスパイクで城之内の太腿を蹴り上げる行為に及んだ。城之内は左太もも全治5日間のかすり傷であったが張本の指摘する汚い野次は飛ばしていないと否定し、監督の金田正一も「試合中のトラブルではない。スポーツマンにあるまじき行為だ」と非難した。張本も「いくらヤジが汚くても、それに手を出したのは自分が悪いと反省している。申し訳ありませんでした」と全面的に非を認めた。4日、張本はパ・リーグの会長の岡野祐からこの件で1万円の制裁金を通告された。
プライベートでは傷害罪で現行犯逮捕されている。1965年7月9日の午後10時、港区榎坂町4の溜池通りで車を運転していた張本がタクシーとぶつかりそうになり、張本はタクシーを蹴り上げて出てきた運転手に暴行を加えて1週間のけがを負わせた。後続車の飲食業の男性2人が仲裁に入ったが、張本はこの2人も殴って1週間のけがを負わせて検挙された。張本自身は相手の帽子を張っただけで手は出していないと話している。この年、張本はオールスターゲームを辞退している。
1983年7月22日、東京都港区芝公園の東京プリンスホテルで「日本プロ野球名球会」の総会が開かれた。午後4時の開会直後、恒例の記念撮影が行われたが、堀内恒夫がいないことに気付き、メンバーが手分けしてホテル内をくまなく捜した。どうしても見つからず。一番乗りしていた堀内が雲隠れした。「いないものは仕方ない。写真には、堀内だけ別枠にして片隅に丸く載せておけ」と金田正一の"鶴の一声"で捜索は中止。みなニッコリ、堀内を欠く24人が記念写真に収まった。その運営は当時から批判もあったが、球界の最高峰を極めた者ばかりの集団で、この年入会した平松政次と藤田平は涙を流して喜んだほど。メンバーの一人が「そういえば、写真を撮る前に堀内は張本さんとどこかに消えたっけ」と思い出した。張本は何事もなかったようにだんまりだった。その後の総会でもメンバー内で何かあったのでないかと話題になったが、議題が少年野球の指導などに移るころはメンバーの頭から消えた。それが再び表面化したのは、総会が終わった午後7時からの記者会見で、「張本と堀内の間で何かあったのか」と質問が相次いだ。「暴れん坊」で名を馳せる張本に「悪太郎」の名をほしいままにした堀内と二人の役者が揃えば「何かあったな」と思うのが自然の理。さっそく金田、長嶋茂雄、王貞治の代表幹事3人が張本から事情を聞くと、張本は「堀内は先輩にろくに挨拶もしないと前から聞いていた。自分もそう思っていたので、人のいない別室に連れて行って、先輩の一人として忠告した。手は出していない」と説明した。堀内は関西を根城とするパ・リーグ出身の名球会メンバーから評判が悪く、彼らが張本に堀内への注意を頼んだ。鼻っ柱の強い堀内が張本に怒られただけですごすごと帰るとは考えられず、後で堀内は午前2時に帰宅し、大分荒れていたと判明。堀内は後からマスメディアに「張本さんからワイシャツを掴まれ、顔に一発殴られたんです。そのときワイシャツがビリッと裂けた。張本さんと別室に行ったのを目撃していた報道陣もいたので、裂けたワイシャツを着たまま総会に出たら、あらぬことを書かれて名球会に迷惑がかかる。だから気を効かせて帰ったんです」と説明した。

### 交友関係
現役時代は他チームの選手とは口をきかないようにしていた。特に投手に対しては、少しでも隙を見せないようにとその思いを強くしていた。張本本人はこのことを「『仲良き事は美しきかな』では勝てない」としている。そして、稲尾和久、杉浦忠ら他チームに所属していた先輩たちと話をしたのは引退した後だった。

#### 王貞治との関係
プロの同期であり同学年、互いに出自を日本以外の国に持ち、巨人時代はともにクリーンアップも形成した王貞治とは、プロ入り当初からの親友同士である。新人の頃は、張本の広島の実家に王が泊まったこともある。
実績を残し始め、やや慢心が見えていた1963年のオールスターゲームでの打撃練習で、王が張本とは明らかにレベルの違う打球を連発していた。張本はその打球を見て「何を俺は一流打者面をして甘ったれていたんだ」と改心した。王が長年の低迷を乗り越え、監督として福岡ダイエーホークスを悲願の初優勝に導いた際に、「今までワンちゃん（王貞治）を馬鹿にしてきた奴は、皆坊主になって謝れ」と言い放った。雑誌の企画などで「プロ野球最強打者は?」の質問に、いつも王を挙げる程彼の実力を認めている。
1979年オフ、網膜の病気で視野が狭くなり成績が落ちたため、ロッテへの放出が内定していた。ところが巨人軍の納会の席で、それまで一回もフロントに意見したことのなかった王が、当時オーナーの正力亨に「張本君に巨人で3000本安打を達成させてあげてください」と張本の巨人残留を必死に直訴した。この王の発言に正力は「王君どうしたんだ?酔っているのか?」と驚いたが、王は「いえオーナー、私は酔っていません、お願いです」と迫った。張本は思いがけない展開に感動のあまり、泣きながらそれを止めた。後年「それ以降、ワンちゃん（王貞治）に対しては、どんなことがあっても絶対服従と誓った」と語っている。2009年のワールド・ベースボール・クラシック監督は王しかいない、と主張し、王に対しても「（胃癌手術を終えた王に）何かあったら、私があんたの面倒を一生見るから」とまで伝えた。
メジャーリーグベースボールやギネスブックに対し、王が放った868本の本塁打記録を正式な世界記録として認定するようにテレビ出演時に度々訴えている。

#### 弟分・大杉勝男との関係
東映時代に大杉勝男とクリーンナップを組んだ。大杉は境遇が似て出身が近かったこともあり、よくかわいがった。張本はテスト生だった大杉の打撃を見て、「こいつは三冠王を取る」と断言し、後日「大杉に感じた才能は、後の落合博満にも感じたものと共通した」と打ち明けるほど、当時の打撃コーチ・藤村富美男と同じく、いち早く大杉の才能を見出した一人でもある。
東映時代、宿舎でメンバーがプロレスごっこで遊んでいる時、目付け役の張本が「お前ら何をしとる!　全員そこに並べ!」と整列させ、鉄拳を見舞ったが、大杉だけは「お前はあっちにいっとれ」と制裁を避けたほど、大杉を可愛がっていた。張本は大杉の死後、「永い付き合いだった。もう兄弟のように。これほど純粋で素朴なホームランバッターは過去にいませんでしたね。それと、新聞記者泣かせなんですよね。だいたい8回裏9回表は勝負が決まるんですよね、だから流れをみて原稿を書いちゃうんですよね。そこへ同点2ラン逆転3ランばっかり彼（大杉）はやるもんですから、原稿を洗いざらいしなくちゃならない。だから新聞記者泣かせの勝負強いバッターだったですね。」と振り返っている。
1973年、大杉と当時阪神の江夏豊とのトレードが水面下で進んで話が付き、あとはオフに発表を待つだけであったが、張本の談によると、ある日大杉は張本の自宅を訪れて面前でいきなり玄関で正座し「兄貴、勘弁して下さい!」と頭を下げた。リビングで話を聞くと、どこかでトレードの噂を聞き付けたようで涙ながらに「横浜に家を建てたばかりで、東京を離れてはいけない」と助けを求めて来て、張本は「方角的なゲン担ぎのこともあったのだろう」と回顧している。その時は「明日にでも一度監督（土橋正幸）に話してみる」として、翌日土橋の自宅を訪れて「あいつのことは責任もって面倒見ますから、（トレードは）考え直してほしい」と話を付け、その時は「もう話が付いているので2、3日待って欲しい」と返されたが、その甲斐もあってこのトレードはなくなる。

#### 大豊泰昭との関係
大豊は1992年秋から打法改造に取り込んだが、それを勧めたのが張本だった。大豊は尊敬する王貞治と同じように体が突っ込む癖があったため、それを修正するのに一本足打法が向くと判断した。
当初、大豊は張本を信用しなかったが、張本は大豊と共に悩み、行き詰ったら王に電話してアドバイスを求めるなどして信頼関係を作り、打法改造に取り組んだ。
大豊は打法改造に成功し、1994年に本塁打王と打点王の二冠王を獲得している。

#### その他との関係
清原和博のこともキャラクターの観点から好感を持っていた。それだけに2016年に覚せい剤による事件に衝撃を受けており、「殴ってやりたい」と涙ぐみながらに語る一方で「何年かけてでも更生してほしい」と述べている。
石原裕次郎については、2024年8月26日放送のトゥエルビ『鶴瓶ちゃんとサワコちゃん 〜昭和の大先輩とおかしな2人〜』に出演した際に「本当の日本人の男」「ケンカは強いし、背は高いし」と評価している。

### 在日韓国人として
張本はプロ入り前はもとより、幼少期から在日韓国人を隠さずに名乗っており、母親の影響もあって、長らく韓国（大韓民国）国籍であったが、日本国籍を取得したことを2024年末の産経新聞の取材で明らかにした。現代では、自らを在日韓国人と明かす者が増えてきているが、張本の時代に始めから出自を公表した人間は極めて稀である。水原茂は「張本は『こら、ちょーせん』と野次られても、堂々と『俺は朝鮮民族だ！』という。国籍を隠したがる人間が多い中で、彼の態度は立派です」と述べている。井筒和幸監督による2007年の映画『パッチギ! LOVE&PEACE』は、「朝鮮人として名乗りたくても名乗れない人々が朝鮮人としてはっきり名乗る物語」がテーマで、主人公の理想のモデルとして張本をモデルにした。劇中にも「チャンフン、張本勲みたいに嘘つかないで堂々と言ってくれたら私らも胸張って生きていけるのにね」と言うセリフを登場させている。また李承晩ラインを背景に、海を隔てた民族同士の悲劇を描く1961年の今井正監督『あれが港の灯だ』（東映）の主人公は当初、張本が演じる予定だった。張本は「振り返ってみると、これまで私を支えたものは、血の意識、朝鮮民族の誇りだと思うんです」と述べている。
民族教育は受けなかったが、家庭内では幼い頃から韓国語で育ち、韓国語にも堪能である。1991年に日本で行われた第1回日韓野球スーパーゲームの中継では、韓国テレビ局側の野球解説者として出演した。
同胞のプロレスラー・力道山は張本を可愛がり、力道山が東京にいる時はいつもついて回った。18歳の時に後援会長の紹介により銀座の焼肉屋で出会った。初めて力道山の邸宅に招かれ、六十畳ほどある居間で飲んでいると、力道山はお手伝いを帰してドアに鍵をかけた。ラジオのつまみを回すと韓国の放送が流れてきて、力道山は軽音楽に合わせて機嫌よく踊り始めた。出自を伏せていた力道山から韓国人だと告げられると、張本は「噂は本当だったんだ」と嬉しくなり、高揚した気分で「韓国人なら韓国人と言えば良いじゃないですか」と口に出した。すると力道山は「お前は植民地時代の苦労をろくに知らないから、そんなことが言えるんだ! 生意気なこと言うな!」と激怒して張本の肩を突き飛ばした。その後、2人の間で民族の話が出ることは2度となかった。張本は力道山の暴れん坊ぶりについて2024年8月26日放送のトゥエルビ『鶴瓶ちゃんとサワコちゃん 〜昭和の大先輩とおかしな2人〜』に出演した際に「怖かったですよ。あんな短気な人はいないよ」「飲んで暴れるのを2回見ました。店のものを全部、壊しちゃうんだから」と証言し「みんな、39歳で亡くなったって言うけどね。あの性格なら、もっと早くてもおかしくないなと思うところはあります」と思うところを述べている。
張本は力道山が好んで使った「闘魂」が好きで、一時は色紙に書いていたが、野球選手に「闘魂」は似合わないと思い、止めた。巨人時代の1979年に張本の半生を描く韓国映画『闘魂大打者張本勲』が制作され、広島ロケも行われた。また、日本橋人形町にあった日本プロレス（力道山の所属団体）の道場で、バーベルを使った筋力トレーニングをしていた。当時はアントニオ猪木がまだモヤシのような体であったため、ジャイアント馬場が野球を辞めて数年の頃までは、張本が一番力が強かった。力道山の課す練習は過酷で、金田正一も呼ばれてジムへ行ったが、3日で止めた。
在日本大韓民国民団顧問の松山眞一は極真空手創始者の大山倍達、そして力道山と並び張本を物心両面で助けてきたことを韓国の月刊誌「月刊朝鮮」のインタビューにて語っている。

### 韓国野球の発展に貢献
韓国政府より長年、張本に対して日本のプロ野球選手を連れて韓国に遠征し、韓国の野球ファンにプレーを見せてもらいたいと打診を受けていた。張本もこれを実現したいと夢を抱いた。韓国野球は1975年にようやくノンプロチーム、ロッテ・ジャイアンツが創設されたばかりだったが、1975年の夏に韓国政府高官より、張本と重光武雄ロッテオーナーに「日本球界で活躍する韓国系選手の選抜チームを率いて是非、韓国へ遠征して欲しい。プロ野球の真髄を見せてもらいたい」と張本を喜ばせる具体的な意向打診があった。これを受け、張本は1975年10月7日、銀座朝日ビルのパ・セ・リーグを訪れ、岡野祐パリーグ会長、鈴木龍二セ・リーグ会長と個別に会い、遠征実現へ全面的な協力を取り付けた。当初はロッテー太平洋、ロッテー日ハムの帯同遠征を計画していたが、選抜軍に方向転換した。一行の世話役として各方面に積極的に働きかけ、15–16人の選抜メンバーの人選に取り掛かった。遠征期間は日本シリーズ開催時期と重なったが、これ以降は韓国は寒くて野球が出来ないため、日本シリーズ出場の可能性のある広島・中日・阪急・近鉄以外の8球団から選出した。張本は監督（プレーイング‐マネージャー、重光団長）を務め、10月23日に同行するロッテと共に韓国へ出発した。24日の試合ではチームが3本塁打を含む12安打を放ち、韓国アマ選抜を7-2で下した。またこの遠征で日本のプロ野球審判を帯同させ、韓国の審判を集めて審判教室を行った。
韓国プロ野球コミッショナー特別補佐官として、1982年に設立が予定されたKBO発足に先立ち、当時の日本プロ野球コミッショナー・下田武三に「日本球団の韓国籍選手を新発足の韓国プロ野球にまわして欲しい」と協力を要請した。これに対する日本側の好意的反応を確かめたのち、KBOは、日米両国との間に選手協定の締結交渉を行い、まず野球の先進国たるアメリカとの間で最初の選手協定を結び、次に日本との間で日韓協定を1983年に締結させた。また韓国野球界との太いパイプを生かして、日本のプロ野球でプレーした在日選手を数多く母国に紹介した。「先輩!自分のおじいちゃん、おばあちゃんの国でやってみたいんです」と言われ「そうか、やってくれるか」と送り出し、在日の選手は韓国で大歓迎されると思っていたら、母国で「パンチョッパリ（半分だけ日本人／チョッパリは日本人を侮蔑する言葉）」などと疎んじられ「我々の国籍は日本海ですか」と訴えられた。
このように韓国の野球界にも長く、かつ多くの支援を行った。長嶋茂雄は「僕は張が韓国プロ野球実現のために努力していることに対して、陰ながら拍手を送っていたんですよ」と韓国政府の要請を受けて、張本の仲介で1982年1月、韓国ソウルで野球セミナーを行った。韓国球界の至宝・重鎮と言われ、中日ドラゴンズで活躍した宣銅烈も、張本の前では直立不動だった。
その一方、韓国球界に渡った在日韓国人が、通過儀礼である兵役の義務を果たしていないことなどを理由に、差別を受けてしまう負の問題にも切り込み、（韓国プロ野球の）シーズンオフの関係者会議に「同じ韓国人で韓国の言葉が分からないと誰が言ったのか。日本で生まれ教育されて、習う機会がどこにある?それをパンチョッパリ、半日本人だといった人の顔が見たい。『お前たち、よく帰ってきたな。随分苦労したな』と応援してくれるのが普通なのに『日本でのうのうと暮らしやがって、我々は苦しい思いをしたんだ』なんぞと冗談じゃない。あんた方は小さな国ひとつ守れなかったじゃないか、しかもまっぷたつに切られて」と怒鳴り込んだことがある。
2018年の日大アメフト部の悪質タックル問題に「この国（日本）、大和民族がやるようなことじゃないです。この国は裏切りとかを非常に嫌う。正義とか筋とか、義理とかを重んじる民族じゃないですか」と個人的な日本人評価を述べている。
2023年5月、張本は出身地の広島で行われる第49回先進国首脳会議（G7広島サミット）に先駆けて行われた朝鮮日報とのインタビューで、韓国大統領の尹錫悦が内閣総理大臣の岸田文雄と共に広島市内にある韓国人原爆犠牲者慰霊碑を訪問することについて、自身も被爆し、実姉を亡くしている張本は「お二人には感謝しかありません」と尹や岸田の決断を評価した。在日韓国人としての差別について問われた際に張本は「恨んだことはあるにはあります」とし、韓国が自身の祖国であると断った上で「いつまで日本に『謝罪しろ』『金を出せ』と繰り返さなければならないのですか?恥ずかしいです。当時は弱肉強食の時代で、韓国は弱かったから国を奪われました。絶対あのようにやられてはいけなかったのに…。これからは韓国もプライド（自負心）を持って日本と対等に手を取り合い、隣国としてやっていけばいいのではないでしょうか」と述べ、前韓国大統領の文在寅や同国内の反日勢力を強く批判した。

### サンデーモーニング
TBS系列のテレビ番組『サンデーモーニング』のスポーツコーナー「週刊御意見番」で、憤りを感じるネタに「喝!」、素晴らしいネタは「あっぱれ」を与えるご意見番の役で2021年末までレギュラー出演した。2010年に大沢啓二が他界するまでは、大沢と2人で出演した。忖度一切なしの物言いで常に高視聴率を叩き出したが、発言内容が物議を醸すことも度々だった。放送終了後に視聴者からの批判が集中して、毎週のようにネットニュースにも取り上げられるなど、常に賛否両論を巻き起こしながら日曜朝のお茶の間を楽しませた。若年層からの評判が悪いにもかかわらず長年にわたってご意見番の地位を保っていた理由としては、高齢層からの需要がある点が大きかった。張本自身は苦言を呈する時の基準について「真剣さの足りない、必死さのないプレーは意味がないんです。スポーツは、そこが尊い。没入するぐらいやらないと」と語っている
張本のコメントの中でも最も批判される類のものは「走り込み」などの根性論を過度に信仰するコメントである。2018年6月に大谷翔平が右肘を故障した際にも「走らないから」と苦言を呈し「（右肘の故障と走り込みは）関係ない」と批判が噴出した。因みに張本自身は走り込みを非常に嫌っていたが、現役時代は生活が懸かっていたため必死に走った。
ダルビッシュ有は、しばし張本の意見に反発する声を挙げており、張本が2019年甲子園決勝で投手の肩肘の消耗を考慮しない発言をした時、「シェンロンが一つ願いごとを叶えてあげるって言ってきたら迷いなくこのコーナー（同番組のスポーツコーナー）を消してくださいと言う」とTwitterで発言したこともある。これに張本が文春のインタビューで「ベラベラ喋りすぎ」と反応し、ダルビッシュは「日本球界の成長を止めてきた原因」と返す応酬が繰り広げられた。
野村克也は「朝の番組でいろいろ言ってるけど、彼に選手を批判する資格はないですよ。張本はバッティングだけしか興味がない。守備はいないも同然。"おまえ、人のこと言えるのか？"とテレビに向かって文句言ってるよ」「（張本が）ピッチャーゴロをカーンと打つだろ。あいつは一歩も走らない。ベンチ帰っちゃう。日曜日に喝とかやってるじゃない。お前にそんなことを言う権利はあるか」と痛烈に批判しているが、1982年4月7日はTBSの巨人大洋戦でともに解説し、2013年6月9日はサンデーモーニングで張本と共演している。張本も現役時代は野村のささやき戦術に業を煮やして野村の頭にフルスイングしたエピソードもあるほど 良い印象を持っていないが野村が亡くなった際に「さみしい」「残念」などと追悼の言葉を残した。
江川紹子との対立
2010年5月23日放送分で、途中降板した岩隈久志へ「エースとしてマウンドを守るべきである!」と「喝!」を入れた。この際、出演者である江川紹子は「えーっ」と驚き「途中降板もありなのではないでしょうか」と意見を述べた。放映中は口論にならなかったものの、両者の関係がこじれたため、後日TBS側は何度か両者も交えた話し合いを行った。解決に至らず、江川は6月20日放送分への出演自粛をTBSから求められたとツイッターで明らかにした。江川はこの中で「5月23日の放送での私の言動について、張本勲氏が立腹し、江川を番組に出さないようにTBSに求めたためです」と記し、7月も同様の理由で出演できないとしていた。
江川はツイッターユーザーから「復帰しないのか」と質問に「張本さんがお出になっている間、私の復帰はない、とのことです。数日前、正式に通告がありました」と回答。番組関係者は、デイリースポーツの取材に「江川さんとは年間契約などをしているわけではない。コメンテーターとしての出演をお願いしないということです」と説明した。この件について、張本は「いろいろな意見があることは当たり前であり、江川についてわだかまりは無い」と述べている。
三浦知良への引退勧告
2015年4月12日放送分では、J2リーグ・横浜FCの三浦知良に「カズファンには悪いけども、もうお辞めなさい。J2はプロ野球でいうと二軍だから話題性がない」と引退を促す発言をし、その直後、司会の関口宏から「今カズファンから（TBSテレビに）わぁと電話きてますよ」と苦笑されるも、張本は「（電話が）鳴ってもいいんですよ」と自身の発言を撤回することはなかった。これに対し、J2を「野球で言えば二軍」と表現した点などについて、ネット上では張本に対する批判の声が相次いだ。
一方、この件をネット上で知った三浦は「そういう人に言われるのは光栄ですよ。激励と思って頑張ります」「もっと活躍しろと言われているんだと。引退しなくていいと言わせてみろという思いで言ってくれたと思ってやります」と好意的にとらえ、また少年時代、張本の姿をテレビで見て「独特の構え方で王さんと組んですごく活躍したのを覚えています」と振り返った。この本人の反応に対し、張本は翌週の放送で「“あっぱれ！”あげてください」と叫び「会ったことも話したこともないけど、どこかで会えば、食事はごちそうするから」と称えた。この張本の発言を試合直後に報道陣から伝え聞いた三浦は「食事？ぜひ」と笑顔で大歓迎し「厳しいことを言ってくれる人がいるのは選手として幸せ。プレッシャーがなくなったら、現状に甘えてしまうこともあるかもしれないからね」とコメントした。
安倍晋三への称賛
2016年5月29日放送分で、放送2日前のバラク・オバマの広島訪問の話題を振った。張本は「良かったねぇ。ホッとしましたよ」と語り、原爆投下を決して許すことはできないとしつつも、オバマ大統領の広島訪問を前向きに受け止める主旨の話をした。そして、「個人的にはね、安倍ちゃんが総理で良かったね。あぁ、この国を守ってくれるから」と述べ、続けて笑いながら「悪いけどね。私個人の問題だから」と断りを入れつつ「（安倍首相がオバマ大統領と）並んでいても遜色ないもんね。良かったと思いますよ」と称賛した。
のちに保守論壇雑誌である「WiLL」2017年12月号 および「Hanada」2017年12月号 のインタビューを受け、再び安倍首相を称えている。
水谷隼のガッツポーズをめぐる騒動
2016年8月14日放送分で、リオ五輪の卓球男子シングルスで3位決定戦に勝利した水谷隼が、試合直後にガッツポーズし床に仰向けになり大の字のポーズで銅メダル獲得の喜びを表現する映像が流れた後、張本が厳しい表情で「スポーツ選手の先輩として、卓球の水谷にね」と切り出して「あんなガッツポーズはダメだよ。いけない」と「喝!」を入れた。「手はね、肩から上に上げちゃダメなのよ。『やっつけた！』っていう態度、とっちゃダメ」「この国（日本）は礼に始まって礼に終わる。やっぱりガッツポーズは肩の下まで」とコメントした。関口が「だけど、どこまでって…、うれしい時はこう（手を高く上げてガッツポーズを）やりますよ」と話すと、張本は「ワンちゃん（王貞治）なんか（本塁打の）世界記録達成した時も、相手のことを思って、決してやらなかった。これはエチケットだから」と例を挙げ、「一つ注意をしておきます」と結んだ。一方で、水谷は現地にて「話題になっているし、もちろん知っています。ビックリしました」「遊びじゃなくて、命を懸けてるので。相手も命を懸けて来る。戦場ですからね」と理解を求めた。
中央大学の箱根駅伝予選敗退
2016年10月16日放送分で、前日の10月15日開催の第93回箱根駅伝・予選会で中央大学が11位に終わり、箱根駅伝本戦連続出場が87回で途切れた中央大に対して、張本は「あの歴史ある中大は一体どうしました?歴史ある名門校がね、話になりませんよね」等と『喝』を与えた。その上で張本は「情報によると内紛もあるそうだから、よく考えて立て直した方が良い」と中大に苦言を呈していた。
この張本の忠告に対し、中大法科大学院教授で当大学陸上部・部長担当の野村修也は「事実無根」とTBSテレビに対し、訂正と謝罪を要求したことを自身のTwitterで表明。また野村は「それ（内紛）が敗因のように伝えましたが、全く根拠の無い話です。精一杯頑張った選手と大学の名誉を著しく傷つけるもので到底看過できません」等とツイート。「我々中大陸上部は、直前の部員会で短距離選手も交え円陣を組み健闘を誓い合いました。当日朝も選手や監督とコーチ、前監督も一緒に円陣を組んで出陣しました。一体どこに内紛があったのでしょう?」と一丸となって予選会に臨んだ様子も紹介。さらに野村は「（張本氏の）発言直後サンデーモーニングに電話し訂正を求めましたが、叶いませんでした」と生放送中に抗議したが、撤回しなかった。
浦和レッズの選手の態度を批判
2017年5月31日のAFCチャンピオンズリーグ（ACL）の済州ユナイテッド対浦和レッズ戦で、韓国人選手が日本人選手に対して、試合中から試合後に到るまで暴力行為を繰り返す事件が起こり、アジアサッカー連盟は暴行を行った3選手（クォン・ハンジン、チョ・ヨンヒョン、ペク・ドンギュ）に資格停止と制裁金を科し、済州ユナイテッドに対しても4万ドル（約440万円）の制裁金が科した。この事件はイタリア、フランス、イギリス など、世界各地のスポーツメディアから済州ユナイテッドに対する厳しい非難が行われたが、張本は勝利した浦和の態度に問題があったとする韓国側の主張を支持し、1点差でリードしている状況で浦和が時間稼ぎをした作戦を「これはありがちなことだけど、態度が良くない。やっぱり韓国の選手からみたらね、何だというような態度をとっちゃいけないんです」と浦和を批判し、「日本人はエチケット、マナーを教えるじゃないの。だから世界中どこへ行っても礼儀正しい民族だと…。今はそんなことないな。昔はダメなら親が教えたり、ダメなら先輩が教えたりしたんですよ」と日本人の若い世代についても苦言を呈した。この発言は韓国メディアでも取り上げられ、「日本野球の伝説で在日同胞出身の張勲氏が浦和レッズに厳しい忠告を与えた」と報じられた。
高校野球の登板回避の批判
2019年7月28日放送分で、7月25日の全国高等学校野球選手権岩手大会決勝戦にて最高速度163km/hを記録しプロ野球ドラフト会議の指名候補にも挙がっている大船渡高校の佐々木朗希投手が決勝戦で登板を回避し大敗を喫した試合に関し「あれはダメだよ。一生に1回の勝負でね。いろいろ言い訳はありますけど、投げさせなきゃ。その前（前日の準決勝）の129球?それがどうした。歴史の大投手たちはみんな投げてますよ」「ケガをするのはスポーツ選手の宿命だもの。痛くても投げさせるくらいの監督じゃないとダメだよ」「あの苦しいところで投げさせたら、将来、本人のプラスになるんですよ。選手はそれを乗り越えて、人並み優れたピッチャーにならなきゃ」と投手の佐々木および監督の國保陽平を批判した。
女子ボクシングに対する揶揄発言
2021年8月8日放送分で、8月3日の東京オリンピックのボクシング競技・女子フェザー級決勝戦にて入江聖奈が日本の女子ボクシング界初の金メダルを獲得したことに対し「女性でも殴り合い好きな人がいるんだね」と訝しげな顔で発言し、「見ててどうするのかな。嫁入り前のお嬢ちゃんが顔を殴り合ってね。こんな競技好きな人がいるんだ」と続けた。2009年9月6日に同様の発言を行ったが、この時は関口と当時存命だった大沢にたしなめられている。
この発言を揶揄と受け取った日本ボクシング連盟会長の内田貞信は、10日、TBSテレビ社長の佐々木卓宛に抗議文を送付。内田は「もう少し理解をもって女性ボクサーを見ていただきたい」「入江聖奈選手と並木月海選手（女子フライ級銅メダリスト）ともに、競技の強さのみならず、謙虚な立ち居振る舞いや、他人への配慮ができる素晴らしい人」「サンデーモーニング内で、ボクシング競技のみならず、すべてのスポーツの楽しさや価値を伝え続けていただけることを楽しみにしております」と苦言を呈した。
これを受けて番組制作プロデューサーの金富隆は、12日、張本の反省コメントを添えた謝罪文を連盟に送付した。この謝罪文に連名でも佐々木の名前はなく、佐々木が管理責任を逃れて、番組制作サイドに責任を押し付けたような形になっている。さらに、番組内でのコメントについて「言葉足らず」と張本が釈明した点など説明がつきにくい箇所があることなどについてネット上では非難の声が挙がった。連盟側はこの謝罪文について「内容を十分に汲み取った、迅速かつ真摯な対応をして頂いた」と理解を示すコメントをしている。
2021年8月15日放送分では、スポーツコーナー開始前に、司会の関口宏が「番組からお詫びがある」旨を告げ、サブキャスターを務めるフリーアナウンサーの唐橋ユミが「先週のスポーツコーナーで張本勲さんのコメントの中に女性、およびボクシング競技を蔑視したと受け取られかねない部分があり、日本ボクシング連盟より抗議文が寄せられました。不快に思われた関係者の皆さま、そして視聴者の皆さま、大変申し訳ございませんでした」と謝罪のコメントを読み上げた。関口が張本に話を向けると 張本は「今回は言い方を間違えて反省しています。以後気をつけます」と述べた ものの、具体的な反省点に言及せずに批判が相次いだ。
当日番組に出演したフォトジャーナリストの安田菜津紀は、放送終了後にツイッターを更新し、張本本人でなく唐橋がコメントを読み上げたことなどについて「番組内で発言の機会がありませんでしたが、張本さんの発言を『蔑視と“受け取られかねない”』ものと表現されたこと、それを女性のキャスターの方が伝える形をとったことは、再発防止にはつながりえないものだと私は考えます」と批判的に論じた。
かつて番組に出演し、張本との対立が取り沙汰された 江川紹子もツイッターを更新し「軽いな〜。番組としては、あの張本氏になんとか「反省」という言葉を言ってもらいましたー、だからもう忘れてちょ、ということでしょう」と番組の姿勢を論難した。江川は14日もこの問題について言及し「 この方の暴言やパワハラを許容する番組作りをし、スタジオ内で何も言えない状況を作ってきたのは局なので、司会者（だけ）の責任にはできないと思いますよ 」として、司会の関口の責任を過大に追及した東京スポーツの記事 に疑問を呈している。
同日フジテレビ系列で放送された『ワイドナショー』は、12日の文書による張本のコメントについて取り上げた。コメンテーターの松本人志は「これが許されるなら何を言ってもいいですよね。ボロクソ、何を言おうが、それで怒られたら、あれは本当は真逆の意味で言っています。言葉足らずですみません、で、全部行けちゃう。万能の言葉です」としている。

### ウエイトトレーニングに対しての考え
ウエイトトレーニング否定派である。2020年シーズン前にビルドアップした体を公にした大谷翔平を指して同年2月23日の『サンデーモーニング』の放送で「ダメだねぇ、大谷は。あんな体つくっちゃダメ。プロレスじゃないんだからね。野球に必要なものだけでいいんですよ」「ケガしますよ。体の大きな人はね、膝に負担がかかるから。まして人工芝ですから。非常にケガが多くなります。ウエートトレをしても、それ以上走ればいいですけど。上半身ばっかり鍛えてもダメ」と切り捨てた。放送内でもゲスト出演の新井貴浩が「選手によって合う合わないがあると思います」と前置きしつつもイチローがかつてウエイトトレーニングでバッティングを狂わせたエピソードを説明していた。ただし、MLBの本拠地球場が人工芝なのは30球団中4球団で、エンゼル・スタジアム・オブ・アナハイムは天然芝である。
それ以前にも2018年の春季キャンプ前に糸井嘉男がビルドアップした上半身を衆目に晒した際にも同年1月21日の『サンデーモーニング』の放送で「最近の子は、野球以外のことをやりたがるね。筋肉なんかはね、良くないんですよ。やっぱり下半身で打ちにいかないと。最近はボディビルしてね。レスリングの選手じゃないんだから、野球だから、野球に関係のある練習をしてもらいたいわね。変なところに筋肉がつくと、スイングに邪魔する場合が多いんですよ」と野球選手のウエイトトレーニングに否定的なコメントを並べ「長い目で見たらやっぱり下半身で打っていかないと。やっぱり長い目で見たらああいう筋肉の付き方はよくない」と自身の経験から打撃論を説いていた。

### MLBに対しての考え
メジャーリーグベースボール(MLB)に対しては、先の『サンデーモーニング』の2019年12月29日放送分ではゲストで巨人の後輩である上原浩治から「相変わらずメジャーリーグに対しては“喝”が多いなと」と指摘され、さらに「同じ野球なんでね、もうちょっとおおらかに見てほしいな」と注文を付けられた。本人は「お願いしてもダメ。アメリカに行ってほしくないから。日本のプロ野球が大事だから」と上原の訴えを拒否する といったMLB嫌いと見られがちな発言をしていたが、週刊ベースボール連載の『張本勲の喝!!』（2023年11月13日号）で、「別に日本の選手がメジャー挑戦することにどうこう言うつもりはない。高いレベルのメジャーで自分の力を試してみたいと思うのは当然のこと」と一定の理解を示しており、更に払ってくれる金が違うとして、もし現役時代の自分にもメジャーから「日本の何倍もの年俸が提示されたら喜んで挑戦していた」としている。「メジャーに挑戦するのは構わないが、日本球界に戻ってくるのも自由というのはおかしい」として、帰って来た者を快く迎え入れる気持ちになれないと、「まるで日本はメジャーの下請け会社」と表現して日本の球界や選手たちがメジャーから見下されているような感じで我慢ならないと述べている。そこでメジャー流出に歯止めをかけるための一定の規制は必要として、ポスティングシステムは廃止してその代わりに海外FA権取得期間を短縮するなど色々手を打つべきと自論を述べている。

### 俳優
プロ野球選手時代から、俳優として何度か映画に出演した。東映フライヤーズ在籍中の1966年に親会社の東映製作で公開された『地獄の野良犬』では、監督の水原茂やエースピッチャーの尾崎行雄とともに本人役で特別出演している。また東映つながりで、同郷の岡田茂東映社長（当時）から1973年の『仁義なき戦い』がクランクインする前に「お前が（映画の舞台となる）広島の言葉を菅原文太に教えてやってくれ」と頼まれた。広島出身の岡田は『仁義なき戦い』における笠原和夫の脚本の肝は、広島弁のセリフにあると看破しており、宮城県仙台市出身の菅原に身につけさせる必要性を考えていた。それを切っ掛けとして張本は菅原と一緒に広島や呉を訪問して、何度も広島弁を指導し親しい間柄になった。『仁義なき戦い』の菅原の名セリフの抑揚、アクセントは張本の監修であった。1984年の『修羅の群れ』では菅原の兄弟分の役で出演している。
現役引退した1981年に東映時代から「兄貴」と慕った萬屋錦之介に口説かれて、萬屋主演の「新春ワイド時代劇」『竜馬がゆく』（東京12チャンネル、1982年1月2日放送）に新選組局長・近藤勇役で友情出演したほか、その後も東映製作のヤクザ映画に複数出演している。名球会の協力により制作された野球映画『ドリーム・スタジアム』にも同会員のひとり（本人役）として出演した。

## 詳細情報

### 年度別打撃成績
| 年 度      | 球 団              | 試 合 | 打 席 | 打 数 | 得 点 | 安 打 | 二 塁 打 | 三 塁 打 | 本 塁 打 | 塁 打 | 打 点 | 盗 塁 | 盗 塁 死 | 犠 打 | 犠 飛 | 四 球 | 敬 遠 | 死 球 | 三 振 | 併 殺 打 | 打 率 | 出 塁 率 | 長 打 率 | O P S |
| ---------- | ------------------ | ----- | ----- | ----- | ----- | ----- | -------- | -------- | -------- | ----- | ----- | ----- | -------- | ----- | ----- | ----- | ----- | ----- | ----- | -------- | ----- | -------- | -------- | ----- |
| 1959       | 東映 日拓 日本ハム | 125   | 454   | 418   | 48    | 115   | 18       | 5        | 13       | 182   | 57    | 10    | 5        | 0     | 2     | 29    | 6     | 5     | 54    | 2        | .275  | .328     | .435     | .765  |
| 1960       | 東映 日拓 日本ハム | 106   | 414   | 384   | 49    | 116   | 25       | 3        | 16       | 195   | 56    | 15    | 4        | 0     | 1     | 26    | 6     | 3     | 56    | 1        | .302  | .351     | .508     | .859  |
| 1961       | 東映 日拓 日本ハム | 129   | 526   | 473   | 77    | 159   | 31       | 10       | 24       | 282   | 95    | 18    | 2        | 0     | 2     | 46    | 16    | 5     | 42    | 10       | .336  | .401     | .596     | .997  |
| 1962       | 東映 日拓 日本ハム | 133   | 568   | 472   | 89    | 157   | 24       | 4        | 31       | 282   | 99    | 23    | 8        | 0     | 6     | 86    | 18    | 4     | 46    | 7        | .333  | .440     | .597     | 1.037 |
| 1963       | 東映 日拓 日本ハム | 150   | 626   | 529   | 90    | 148   | 16       | 7        | 33       | 277   | 96    | 41    | 12       | 0     | 2     | 92    | 22    | 3     | 47    | 6        | .280  | .389     | .524     | .913  |
| 1964       | 東映 日拓 日本ハム | 129   | 547   | 461   | 85    | 151   | 21       | 6        | 21       | 247   | 72    | 31    | 10       | 0     | 7     | 78    | 13    | 1     | 42    | 4        | .328  | .426     | .536     | .962  |
| 1965       | 東映 日拓 日本ハム | 132   | 538   | 455   | 61    | 133   | 13       | 3        | 23       | 221   | 88    | 29    | 13       | 0     | 7     | 72    | 10    | 4     | 37    | 7        | .292  | .394     | .486     | .879  |
| 1966       | 東映 日拓 日本ハム | 122   | 493   | 443   | 67    | 146   | 13       | 2        | 28       | 247   | 90    | 10    | 6        | 0     | 5     | 43    | 12    | 2     | 31    | 4        | .330  | .391     | .558     | .949  |
| 1967       | 東映 日拓 日本ハム | 120   | 499   | 414   | 72    | 139   | 18       | 3        | 28       | 247   | 88    | 18    | 7        | 0     | 9     | 66    | 15    | 10    | 30    | 5        | .336  | .439     | .597     | 1.035 |
| 1968       | 東映 日拓 日本ハム | 114   | 432   | 363   | 70    | 122   | 12       | 2        | 24       | 210   | 65    | 13    | 3        | 0     | 3     | 61    | 15    | 4     | 20    | 5        | .336  | .437     | .579     | 1.015 |
| 1969       | 東映 日拓 日本ハム | 129   | 557   | 480   | 77    | 160   | 27       | 1        | 20       | 249   | 67    | 20    | 1        | 0     | 4     | 71    | 21    | 2     | 33    | 5        | .333  | .421     | .519     | .940  |
| 1970       | 東映 日拓 日本ハム | 125   | 537   | 459   | 92    | 176   | 16       | 2        | 34       | 298   | 100   | 16    | 4        | 0     | 5     | 64    | 8     | 8     | 36    | 3        | .383  | .467     | .649     | 1.116 |
| 1971       | 東映 日拓 日本ハム | 128   | 546   | 480   | 73    | 150   | 21       | 3        | 26       | 255   | 78    | 18    | 7        | 0     | 5     | 59    | 6     | 2     | 32    | 14       | .313  | .390     | .531     | .921  |
| 1972       | 東映 日拓 日本ハム | 127   | 548   | 472   | 93    | 169   | 25       | 4        | 31       | 295   | 89    | 10    | 5        | 0     | 4     | 69    | 12    | 3     | 37    | 4        | .358  | .443     | .625     | 1.068 |
| 1973       | 東映 日拓 日本ハム | 128   | 550   | 441   | 77    | 143   | 18       | 0        | 33       | 260   | 93    | 12    | 6        | 1     | 5     | 93    | 19    | 6     | 32    | 4        | .324  | .448     | .590     | 1.038 |
| 1974       | 東映 日拓 日本ハム | 120   | 491   | 406   | 64    | 138   | 20       | 3        | 14       | 206   | 62    | 14    | 6        | 0     | 2     | 82    | 13    | 1     | 28    | 3        | .340  | .452     | .507     | .959  |
| 1975       | 東映 日拓 日本ハム | 119   | 473   | 410   | 45    | 113   | 12       | 2        | 15       | 174   | 46    | 6     | 6        | 0     | 3     | 58    | 9     | 1     | 26    | 13       | .276  | .367     | .424     | .791  |
| 1976       | 巨人               | 130   | 574   | 513   | 89    | 182   | 35       | 5        | 22       | 293   | 93    | 8     | 5        | 1     | 3     | 51    | 0     | 4     | 44    | 9        | .355  | .417     | .571     | .988  |
| 1977       | 巨人               | 122   | 493   | 440   | 67    | 153   | 16       | 6        | 24       | 253   | 82    | 3     | 4        | 0     | 6     | 40    | 2     | 6     | 37    | 14       | .348  | .409     | .575     | .984  |
| 1978       | 巨人               | 115   | 456   | 424   | 53    | 131   | 17       | 1        | 21       | 213   | 73    | 1     | 3        | 0     | 4     | 27    | 2     | 1     | 39    | 11       | .309  | .352     | .502     | .854  |
| 1979       | 巨人               | 77    | 255   | 228   | 26    | 60    | 7        | 0        | 8        | 91    | 32    | 1     | 0        | 0     | 3     | 23    | 1     | 1     | 21    | 5        | .263  | .333     | .399     | .732  |
| 1980       | ロッテ             | 102   | 370   | 341   | 50    | 89    | 9        | 0        | 12       | 134   | 39    | 0     | 0        | 1     | 0     | 26    | 0     | 2     | 31    | 6        | .261  | .317     | .393     | .710  |
| 1981       | ロッテ             | 70    | 175   | 160   | 9     | 35    | 6        | 0        | 3        | 50    | 16    | 2     | 1        | 1     | 2     | 12    | 2     | 0     | 14    | 3        | .219  | .273     | .313     | .586  |
| 通算：23年 | 通算：23年         | 2752  | 11122 | 9666  | 1523  | 3085  | 420      | 72       | 504      | 5161  | 1676  | 319   | 118      | 4     | 90    | 1274  | 228   | 78    | 815   | 145      | .319  | .399     | .534     | .933  |

- 各年度の太字はリーグ最高、赤太字はNPBにおける歴代最高
- 東映（東映フライヤーズ）は、1973年に日拓（日拓ホームフライヤーズ）に、1974年に日本ハム（日本ハムファイターズ）に球団名を変更

### タイトル
- 首位打者：7回（1961年、1967年 - 1970年、1972年、1974年）※イチローと並ぶ最多タイ記録、4年連続は歴代2位。
- 最高出塁率：9回（1962年、1964年、1967年 - 1970年、1972年 - 1974年）※パリーグ最多記録、4年連続はパ・リーグ最長タイ記録（他は柳田悠岐）、タイトル設立は1962年。
- 最多安打：3回（1970年、1972年、1976年）※当時連盟表彰なし。

### 表彰
- 最高殊勲選手（MVP）：1回（1962年）
- 新人王（1959年）
- ベストナイン：16回（1960年 - 1970年、1972年 - 1974年、1976年、1977年）
- 野球殿堂競技者表彰（1990年）
- 月間MVP：1回（1976年6月）
- 日本シリーズ技能賞：1回（1962年）
- 日本シリーズ打撃賞：1回（1977年）
- オールスターゲームMVP：3回（1960年第3戦、1962年第2戦、1974年第3戦）

### 記録
- 通算3085安打 ※NPB記録
- 通算500本塁打300盗塁 ※史上唯一
- 通算3割300本塁打300盗塁　※NPB史上唯一、MLBでもウィリー・メイズのみ
- シーズン打率.350以上を両リーグで記録（パ：1970年・1972年、セ：1976年）※史上唯一
- シーズン打率3割以上：16回（1960年 - 1962年、1964年、1966年 - 1974年、1976年 - 1978年）※NPB記録
- 9年連続シーズン打率3割以上（1966年 - 1974年）※NPB記録
- シーズン打率.330以上：11回（1961年、1962年、1966年 - 1970年、1972年、1974年、1976年、1977年）※NPB記録
- シーズン150安打以上：9回（1961年、1962年、1964年、1969年 - 1972年、1976年、1977年）※歴代3位タイ
- シーズン100安打以上：20回（1959年 - 1978年）※歴代2位
- シーズン20本塁打以上：16回（1961年 - 1973年、1976年 - 1978年）※歴代3位タイ
- 打撃ベストテン入り：17回（1960年 - 1974年、1976年、1977年）※NPBタイ記録
- 15年連続打撃ベストテン入り（1960年 - 1974年）※パ・リーグ記録
- 20年連続シーズン100安打以上（1959年 - 1978年）※20年以上連続でシーズン100安打を記録しているのは王貞治と張本のみ。プロ野球とメジャーリーグを跨ればイチローも含まれる。入団1年目からに限れば、張本のみ。
- 20年連続シーズン2桁本塁打（1959年 - 1978年）※歴代4位タイ
- 13年連続シーズン20本塁打以上（1961年 - 1973年）※歴代3位タイ
- 16年連続シーズン2桁盗塁（1959年 - 1974年）
- 9打数連続安打（1974年5月23日 - 5月26日）
- 30試合連続安打（1976年5月13日 - 6月20日）
- 13打席連続出塁（1974年5月23日 - 5月26日）
- 1イニング2二塁打（1961年5月6日）※NPBタイ記録
- シーズン3割20本20盗塁：3回（1962年、1964年、1969年）※松井稼頭央、山田哲人と並ぶNPB最多タイ
- シーズン30本塁打40盗塁（1963年）※他に達成者は秋山幸二、井口資仁のみ
- 両リーグで最多長打、最多塁打（パ：1961年・1972年、セ：1976年）※他の達成者は落合博満のみ
- リーグ最多四球：4回　※福本豊に次いでパ・リーグ2位タイ

初記録
- 初出場・初先発出場：1959年4月10日、対阪急ブレーブス1回戦（駒澤野球場）、6番・左翼手で先発出場
- 初打席：同上、1回裏に米田哲也の前に三振
- 初安打・初打点：1959年4月11日、対阪急ブレーブス2回戦（駒澤野球場）、1回裏に秋本祐作から適時二塁打
- 初本塁打：同上、3回裏に石井茂雄から右越2ラン

節目の記録
- 100本塁打：1963年7月7日、対西鉄ライオンズ15回戦（後楽園球場）、1回裏に杉町攻から右越2ラン ※史上31人目
- 150本塁打：1965年8月8日、対西鉄ライオンズ15回戦（平和台球場）、4回表に池永正明から2ラン ※史上20人目
- 1000安打：1966年5月10日、対近鉄バファローズ2回戦（後楽園球場）、2回裏に佐々木宏一郎から ※史上57人目
- 1000試合出場：1966年8月26日、対南海ホークス19回戦（明治神宮野球場）、4番・左翼手で先発出場 ※史上117人目
- 200本塁打：1967年5月31日、対近鉄バファローズ7回戦（日生球場）、2回表に徳久利明から中越ソロ ※史上11人目
- 250本塁打：1969年6月5日、対阪急ブレーブス8回戦（後楽園球場）、6回裏に佐々木誠吾から左越ソロ ※史上8人目
- 1500安打：1969年8月31日、対ロッテオリオンズ19回戦（東京スタジアム）、2回表に金田留広から三塁前バントヒット ※史上25人目
- 1500試合出場：1970年9月24日、対阪急ブレーブス19回戦（阪急西宮球場）、3番・左翼手で先発出場 ※史上35人目
- 300本塁打：1971年8月24日、対南海ホークス16回戦（後楽園球場）、1回裏に皆川睦雄から右越ソロ ※史上5人目
- 3000塁打：1971年5月12日、対南海ホークス5回戦（大阪スタヂアム）、6回表に三浦清弘から右越ソロ ※史上8人目
- 1000打点：1971年6月8日、対西鉄ライオンズ7回戦（平和台球場）、2回表に河原明から右前適時打 ※史上8人目
- 1000得点：1972年7月16日、対ロッテオリオンズ16回戦（東京スタジアム）、8回表に池田重喜から右越場外3ラン ※史上9人目
- 2000安打：1972年8月19日、対西鉄ライオンズ20回戦（平和台球場）、4回表に東尾修から左前安打 ※史上7人目（32歳2か月での到達は歴代3位の若さ、1733試合目での到達は歴代4位の速さ）
- 350本塁打：1972年9月8日、対ロッテオリオンズ24回戦（後楽園球場）、8回裏に成田文男から左中間へ2ラン ※史上5人目
- 3500塁打：1973年6月11日、対近鉄バファローズ1回戦（日生球場）、9回表に板東里視から右越ソロ ※史上7人目
- 300二塁打：1974年5月24日、対近鉄バファローズ前期9回戦（後楽園球場）、1回裏に太田幸司から右中間二塁打 ※史上12人目
- 2000試合出場：1974年8月29日、対太平洋クラブライオンズ後期8回戦（明治神宮野球場）、4番・左翼手で先発出場 ※史上9人目
- 400本塁打：1975年9月20日、対ロッテオリオンズ前期15回戦（川崎球場）、7回表に村田兆治から右越逆転決勝3ラン ※史上4人目
- 300盗塁：1975年8月27日、対阪急ブレーブス前期17回戦（阪急西宮球場）、6回表に二盗（投手：大石弥太郎、捕手：中沢伸二） ※史上15人目。盗塁王未獲得での達成は他に古川清蔵、島田誠のみ。同時にNPB史上初の300本塁打300盗塁達成
- 4000塁打：1975年5月18日、対阪急ブレーブス前期9回戦（徳島県鳴門総合運動公園野球場）、8回裏に山田久志から左中間二塁打 ※史上5人目
- 2500安打：1976年6月10日、対阪神タイガース8回戦（後楽園球場）、5回裏に上田卓三から中前安打 ※史上2人目（2185試合目での達成は最速記録）
- 350二塁打：1976年7月6日、対広島東洋カープ15回戦（後楽園球場）、4回裏に池谷公二郎から右前二塁打 ※史上9人目
- 4500塁打：1977年5月29日、対阪神タイガース9回戦（阪神甲子園球場）、4回表に谷村智啓から一塁前バントヒット ※史上3人目
- 450本塁打：1977年7月20日、対中日ドラゴンズ13回戦（後楽園球場）、2回裏に星野仙一から右越ソロ ※史上3人目
- 1500打点：1977年9月3日、対ヤクルトスワローズ23回戦（後楽園球場）、8回裏に佐藤博から右越ソロ ※史上4人目
- 2500試合出場：1978年9月28日、対広島東洋カープ26回戦（後楽園球場）、5番・左翼手で先発出場 ※史上3人目
- 400二塁打：1979年5月25日、対横浜大洋ホエールズ8回戦（横浜スタジアム）、8回表に佐藤道郎から左翼線二塁打 ※史上5人目
- 5000塁打：1980年4月30日、対西武ライオンズ前期6回戦（宮城球場）、1回裏に東尾修から右前安打 ※史上3人目
- 3000安打：1980年5月28日、対阪急ブレーブス前期11回戦（川崎球場）、6回裏に山口高志から右越2ラン ※史上初
- 1500得点：1980年9月5日、対阪急ブレーブス後期8回戦（阪急西宮球場）、5回表にレオン・リーの適時二塁打で生還 ※史上3人目
- 500本塁打：1980年9月28日、対近鉄バファローズ後期10回戦（川崎球場）、1回裏に偵察要員・安木祥二の代打で出場、久保康生から右越2ラン ※史上3人目

その他の記録
- サイクル安打：1961年5月7日、対近鉄バファロー7回戦（駒沢野球場） ※史上19人目
- 通算猛打賞：251回 ※日本記録（日米通算ではイチローが上回る）
- 通算1676打点 ※打点王を獲得していない選手の中では史上最多
- 通算1523得点 ※リーグ最多得点を記録していない選手の中では史上最多
- 通算72三塁打 ※リーグ最多三塁打を記録していない選手の中では史上最多
- 通算打率3割・3000本安打以上・500本塁打・300盗塁 ※史上唯一（世界史上ではウィリー・メイズと張本の2人のみ）
- プロ初犠打が7669打席目 ※史上最遅[242]
- オールスターゲーム出場：18回（1960年、1961年、1962年、1963年、1964年、1966年、1967年、1968年、1969年、1970年、1971年、1972年、1973年、1974年、1975年、1976年、1977年、1978年） ※1965年にも選出されているが、前述のトラブルにより出場を辞退。
- 日本シリーズ通算打率：.370（73打数27安打）※70打数以上では歴代1位

### 背番号
- 10（1959年 - 1981年）
  - 本人によると、東映入団時に3つほど提示された番号のうち、同郷の先輩の藤村富美男と同じ番号だから選んだ（張本自身は「7」か「8」を希望していたが、既に着用している選手〈7：西園寺昭夫、8：山本八郎〉がいたために叶わなかったとのこと。またこの2人が他球団に移籍した後も10を着用し続けた）。巨人移籍時は既に阿野鉱二が10を着用していたが、張本の直々の頼みを承諾して巨人でも10番を付けることが出来た（阿野は32に変更）。また、ロッテでは（10を着用していた水谷則博投手を11に変更させ）最初から10を用意して待っていた[243]。ロッテ入団会見時は、ユニフォームが間に合わず福田昌久コーチの76番のユニフォームを借りて着用していた。

## 関連情報

### 著書
- 『バット一筋：張本勲自伝』（講談社、1976年）
- 『張本勲の実戦打撃論』（スポーツニッポン出版、1982年1月）ISBN 4-79-031004-3
- 『暴れん坊の人間学：個性を伸ばすリーダーの器量』（実業之日本社、1982年9月）
- 『勇気をもってぶつかれ：生きる技術・闘う技術とは』（日本経営指導センター、1983年7月）
- 『闘魂のバット：3000本安打への道』（ベースボール・マガジン社、1991年7月1日）ISBN 978-4-58302-927-6
- 『最強打撃力：バットマンは数字で人格が決まる』（ベースボール・マガジン社、2008年9月25日）ISBN 978-4-58310-120-0
- 『イチロー論：一流とはなにか プロフェッショナルとはなにか』（青志社、2009年9月19日） ISBN 978-4-90385-370-3
- 『プロ野球への伝言：野球愛 野球の誇り ベースボールの奢り』（日之出出版、2009年11月1日）ISBN 978-4-89198-132-7
- 『ON論：リーダーの器量』（青志社、2010年4月16日）ISBN 978-4-90385-386-4
- 『張本勲 もう一つの人生：被爆者として、人として』（新日本出版社、2010年5月1日）ISBN 978-4-40605-355-6
- 『原辰徳と落合博満の監督力』（青志社、2011年1月18日）ISBN 978-4-90504-210-5
- 『斎藤佑樹 脳内力』（青志社、2011年3月）
- 『プロフェッショナル：真の仕事とは何か：勝者のための鉄則55』（日之出出版、2013年10月7日） ISBN 978-4-89198-142-6
- 『新イチロー論 いまを超えていく力』（2019年4月24日、青志社）ISBN 978-4-86590-082-8
- 『これだけは言っておきたい 最後の喝！』（ベースボール・マガジン社、2023年12月12日）ISBN 978-4-58311-527-6

### 関連書籍
- 『張本勲：不屈の闘魂』（大島幸夫著、スポーツニッポン新聞社出版局、1976年）
- 『鉄人バットマン：張本勲物語』（半田威生原作、林ひさお画、地産出版、1976年）
- 『ネバー・ギブアップ：負けてたまるか!張本勲物語』（許英万著、鈴木福男訳、みくに書房、1990年2月、ISBN 4943850308）
- 『張本勲』（永島直樹原作、中島昌利画、ぎょうせい（名球会comics）、1992年12月、ISBN 4324026483）
- 『誇り：人間張本勲』（山本徹美著、講談社、1995年5月、ISBN 4-06-206796-X）

### 新聞連載
- スポーツニッポン連載『張本勲の我が道』（2008年11月11日 - 11月28日）
- 読売新聞連載『時代の証言者 最多安打 張本勲』（2009年1月21日 - 2月24日）
- 中日新聞・東京新聞連載『この道』（2009年7月1日 - 8月29日）

### 出演番組
- サンデーモーニング（TBSテレビ） - 「週刊 御意見番」コメンテーター
- ザ・プロ野球（TBSテレビ…1982年 - 2006年） - 解説者
- オールスター感謝祭（TBSテレビ）
- TBSラジオ エキサイトベースボール（TBSラジオ…1982年 - 2006年） - 解説者
- 伊集院光 日曜日の秘密基地（TBSラジオ）
- わたしが子どもだったころ（NHK BShi…2008年9月3日、NHK総合テレビ…2008年10月6日）
- スタジオパークからこんにちは（NHK総合テレビ…2011年2月3日）
- 竜馬がゆく（テレビ東京…1982年1月2日） - 近藤勇役
- アナザーストーリーズ 運命の分岐点・力道山の知られざる真実（NHK総合テレビ…2022年6月17日） 証言者の一人として

### 出演映画
- 地獄の野良犬（1966年） - 特演
- 修羅の群れ（1984年） - 山村修道 役
- ドリーム・スタジアム（1997年） - 本人役
- 鉄(くろがね) 極道・高山登久太郎の軌跡（2004年） - 二代目稲原会会長 岩井隆臣 ※友情出演

### その他
- 巨人の星（1967年）、新巨人の星（1978年） - 本人役でマンガに登場。テレビ放送されたアニメ版にも登場している。
- ロッテ（韓国法人）オレンジジュース（1980年ごろ）
- オロナミンCドリンク
- サントリーモルツ（モルツ球団）[244]